# Sega
Sega Corporation — японський розробник відеоігор і дочірнє підприємство Sega Sammy Holdings зі штаб-квартирою в Токіо. Під керівництвом Sega було створено низку всесвітньо відомих ігрових франшиз для аркад і консолей, серед яких Sonic the Hedgehog, Angry Birds, Phantasy Star, Puyo Puyo, Super Monkey Ball, Total War, Virtua Fighter, Megami Tensei, Sakura Wars, Persona та Like a Dragon.
Компанія була заснована Мартіном Бромлі та Річардом Стюартом 3 червня 1960 року під назвою Nihon Goraku Bussan. Незабаром після цього вони придбали активи компанії Service Games of Japan. У 1965 році, після злиття з імпортером ігрових автоматів Rosen Enterprises, компанія отримала назву Sega Enterprises, Ltd. Вже у 1966 році Sega випустили свою першу аркадну гру — Periscope. У 1969 році компанію придбали Gulf and Western Industries. Проте через фінансовий спад у сфері аркадних автоматів на початку 1980-х років Sega переключилися на розробку ігрових консолей, випустивши SG-1000 і Master System. Однак ці пристрої не змогли скласти серйозну конкуренцію тодішньому лідеру на ринку — Nintendo Entertainment System (NES). У 1984 році керівники Sega Девід Розен і Хаяо Накаяма здійснили викуп компанії за підтримки SCSK Corporation, що відкрило нову сторінку в історії компанії.
У 1988 році Sega випустили консоль Mega Drive, що у Японії зіткнулася з жорсткою конкуренцією, але за кордоном здобула популярність, особливо після виходу гри Sonic the Hedgehog у 1991 році. На деякий час Mega Drive, відома на Заході як Genesis, навіть перевершила за продажами свого головного конкурента від Nintendo. У 2001 році, після кількох комерційних невдач, таких як 32X, Saturn і Dreamcast, Sega припинили виробництво консолей і зосередилися на розробці та виданні ігор як сторонній розробник. У 2004 році компанію придбали Sammy Corporation. У 2015 році було створено Sega Holdings Co., Ltd. В той же час Sega Corporation перейменували на Sega Games Co., Ltd., а їхній підрозділ, що займався аркадними іграми, виділили в окрему компанію Sega Interactive. У 2020 році Sega Games та Sega Interactive знову об'єдналися, утворивши Sega Corporation.
Міжнародні філії Sega — Sega of America та Sega Europe — мають штаб-квартири в Ірвайні та Лондоні відповідно. До її студій розробки входять власні дослідницькі та виробничі підрозділи, які випускають ігри під брендами Ryu Ga Gotoku Studio та Sonic Team для ключових франшиз. Sega Sapporo Studio переважно підтримує токійські команди розробників. Крім того, Sega володіє Atlus (разом із їхніми підрозділами досліджень і розробки) та п'ятьма студіями у Великій Британії та Європі: Creative Assembly, Sports Interactive, Hardlight, Two Point Studios і Rovio Entertainment (разом із Ruby Games). Sega є одним із найпродуктивніших виробників аркадних ігор у світі, а її маскот, Їжак Сонік, має міжнародне визнання. Компанію високо оцінюють за її креативність та інновації, проте в останні роки її критикують за непопулярні бізнес-рішення у монетизації та якість творчого контенту.
Як частина Sega Sammy Holdings і одна з ключових складових Sammy Group, Sega не лише займається розробкою відеоігор, а й володіє компанією Sega Fave, що спеціалізується на виробництві аркадних автоматів та іграшок. До складу Sega також входять дві анімаційні студії: TMS Entertainment, яка займається створенням, продюсуванням та розповсюдженням аніме, і Marza Animation Planet, що спеціалізується на CG-анімації.

## Історія

### Заснування та успіх аркадної продукції (1940—1982)
У травні 1940 року американські бізнесмени Мартін Бромлі, Ірвінг Бромберг і Джеймс Хампер заснували компанію Standard Games у Гонолулу, Гаваї. Їхня мета полягала у постачанні гральних автоматів, зокрема ігрових слот-машин, на військові бази, оскільки з початком Другої світової війни попит на дозвілля серед військових значно зріс. Після завершення війни засновники продали свою компанію у 1945 році та наступного року створили нову — Service Games, назва якої підкреслювала фокус на військових клієнтах. У 1952 році уряд США заборонив використання слот-машин на своїх територіях і Бромлі відправив співробітників Річарда Стюарта та Рея ЛеМера до Токіо для заснування японської філії Service Games. Їхнім завданням було постачати ігрові автомати на американські бази в Японії. Через рік усі п'ятеро заснували Service Games Panama, щоб централізувати контроль над діяльністю Service Games у різних країнах. Протягом наступних семи років компанія розширила свою присутність у Південній Кореї, Філіппінах та Південному В'єтнамі. Назва «Sega», що є абревіатурою від Service Games, вперше з'явилася у 1954 році на слот-машині Diamond Star.

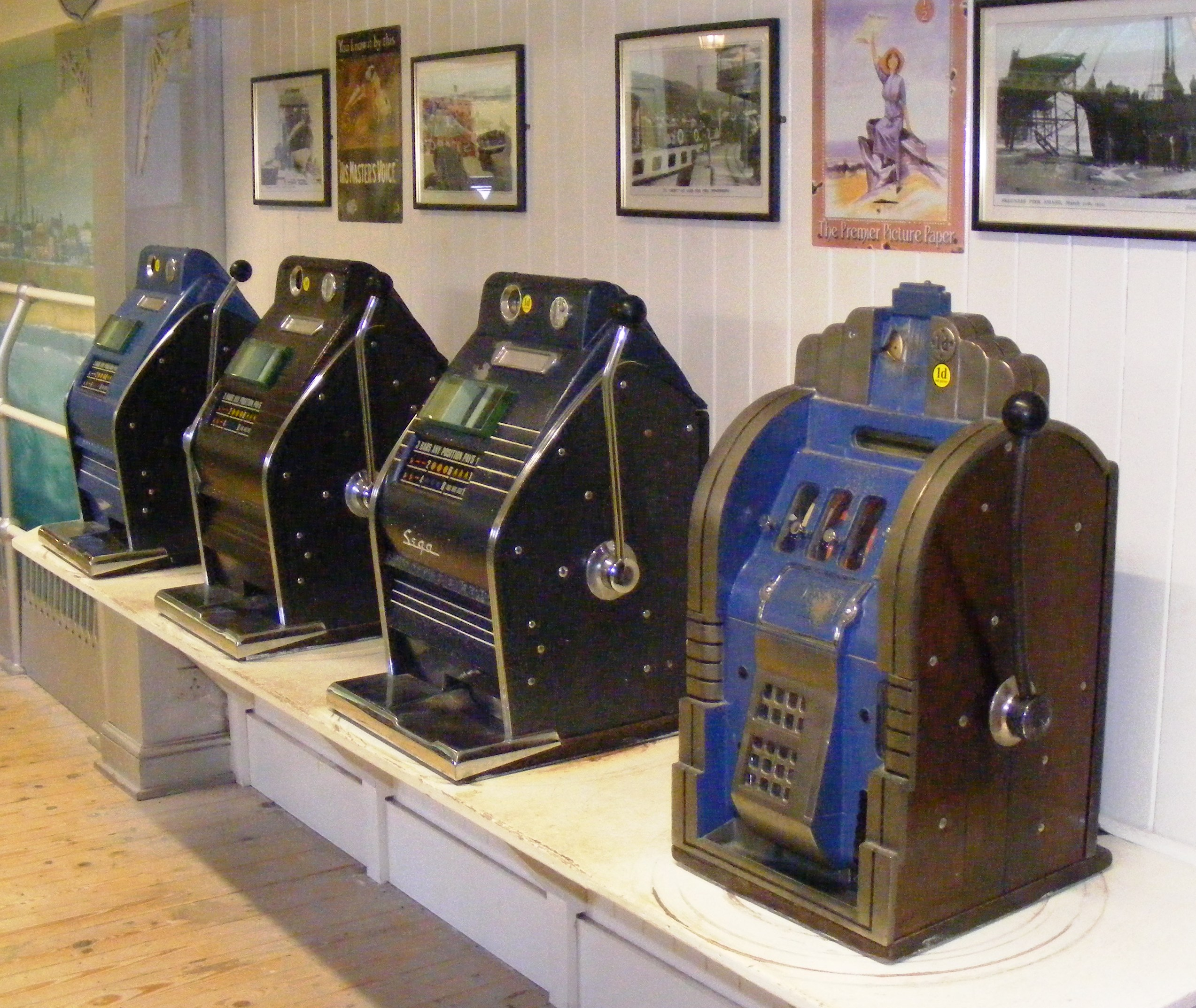
Diamond 3 Star — монетний ігровий автомат, випущений Sega у 1950-х

Через погану репутацію, спричинену розслідуваннями уряду США щодо незаконних бізнес-практик, японська філія Service Games була розпущена 31 травня 1960 року. Однак уже 3 червня Мартін Бромлі заснував дві нові компанії для продовження її діяльності: Nihon Goraku Bussan і Nihon Kikai Seizō. Вони викупили всі активи Service Games of Japan і розподілили між собою основні напрями бізнесу. Nihon Kikai Seizō, що працювали під брендом Sega, Inc., зосередилися на виробництві слот-машин, тоді як Nihon Goraku Bussan під керівництвом Річарда Стюарта діяли як Utamatic, Inc. і займалися дистрибуцією та експлуатацією автоматів з монетним управлінням, зокрема музичних автоматів (джукбоксів). У 1964 році обидві компанії об'єдналися, зберігши назву Nihon Goraku Bussan.
Приблизно в той самий час Девід Розен, офіцер Військово-повітряних сил США, який перебував у Японії, у 1954 році заснував у Токіо бізнес із фотокабінами. Згодом ця компанія отримала назву Rosen Enterprises, а в 1957 році почала імпортувати в Японію ігрові автомати з монетним управлінням. У 1965 році Nihon Goraku Bussan придбали Rosen Enterprises, після чого була створена Sega Enterprises, Ltd. Девід Розен став генеральним директором і керуючим директором, Річард Стюарт зайняв посаду президента, а Рей ЛеМер отримав роль директора з планування. Невдовзі після цього Sega змінила свій профіль із виробництва слот-машин на розробку аркадних ігрових автоматів. Вони почали імпортувати джукбокси Rock-Ola, пінбольні автомати Williams, а також стрілецькі ігри від Midway Manufacturing.
Оскільки Sega імпортували вживані ігрові автомати, які потребували частого ремонту, компанія почала самостійно виготовляти запасні частини, зокрема ігрові рушниці та фліпери. За словами колишнього директора Акіри Нагаї, саме це стало поштовхом до розробки власних ігор. Першою електромеханічною аркадною грою Sega стала Periscope — симулятор підводного човна, випущений у кінці 1960-х. Вона мала світлові та звукові ефекти, які вважалися інноваційними для свого часу, і швидко стала хітом у Японії. Згодом гру почали експортувати в торгові центри та універмаги Європи та США, де вона відіграла важливу роль у стандартизації ціни 25 центів за гру в американських аркадах. Компанія була здивована таким успіхом і протягом наступних двох років почала випускати та експортувати від восьми до десяти нових ігор на рік. Світовий успіх Periscope став поштовхом до «технологічного ренесансу» в аркадній індустрії, спричинивши хвилю нових аудіовізуальних електромеханічних ігор наприкінці 1960-х — початку 1970-х років. Однак, через масове піратство, Sega були змушені припинити експорт своїх ігор приблизно у 1970 році.
У 1969 році Sega була продана американському конгломерату Gulf and Western Industries, хоча Девід Розен залишився на посаді генерального директора. У 1974 році Gulf and Western зробили Sega Enterprises, Ltd. дочірньою компанією американської фірми, яку перейменували на Sega Enterprises, Inc. Компанія випустила свою першу відеогру Pong-Tron у 1973 році. Незважаючи на пізнішу конкуренцію з боку Space Invaders від Taito у 1978 році, Sega скористалися бумом аркадних відеоігор кінця 1970-х, а їхні доходи зросли до понад $100 млн до 1979 року. У цей період Sega придбали Gremlin Industries, які виробляли аркадні ігри на основі мікропроцесорів, та дистрибутора ігрових автоматів Esco Boueki, засновником і власником якого був Хаяо Накаяма. Накаяма зайняв керівну посаду в японському підрозділі Sega. На початку 1980-х Sega увійшли до п'ятірки найбільших виробників аркадних ігор у США, а їхні доходи зросли до $214 млн. У 1979 році компанія випустила Head On, яка вперше використала механіку «з'їдання точок», що пізніше з'явилася у Pac-Man від Namco. У 1981 році Sega ліцензували Frogger від Konami, яка стала їхньою найуспішнішою грою на той момент. У 1982 році компанія випустила першу відеогру з ізометричною графікою Zaxxon.

### Вихід на ринок ігрових консолей та відродження аркад (1982—1989)

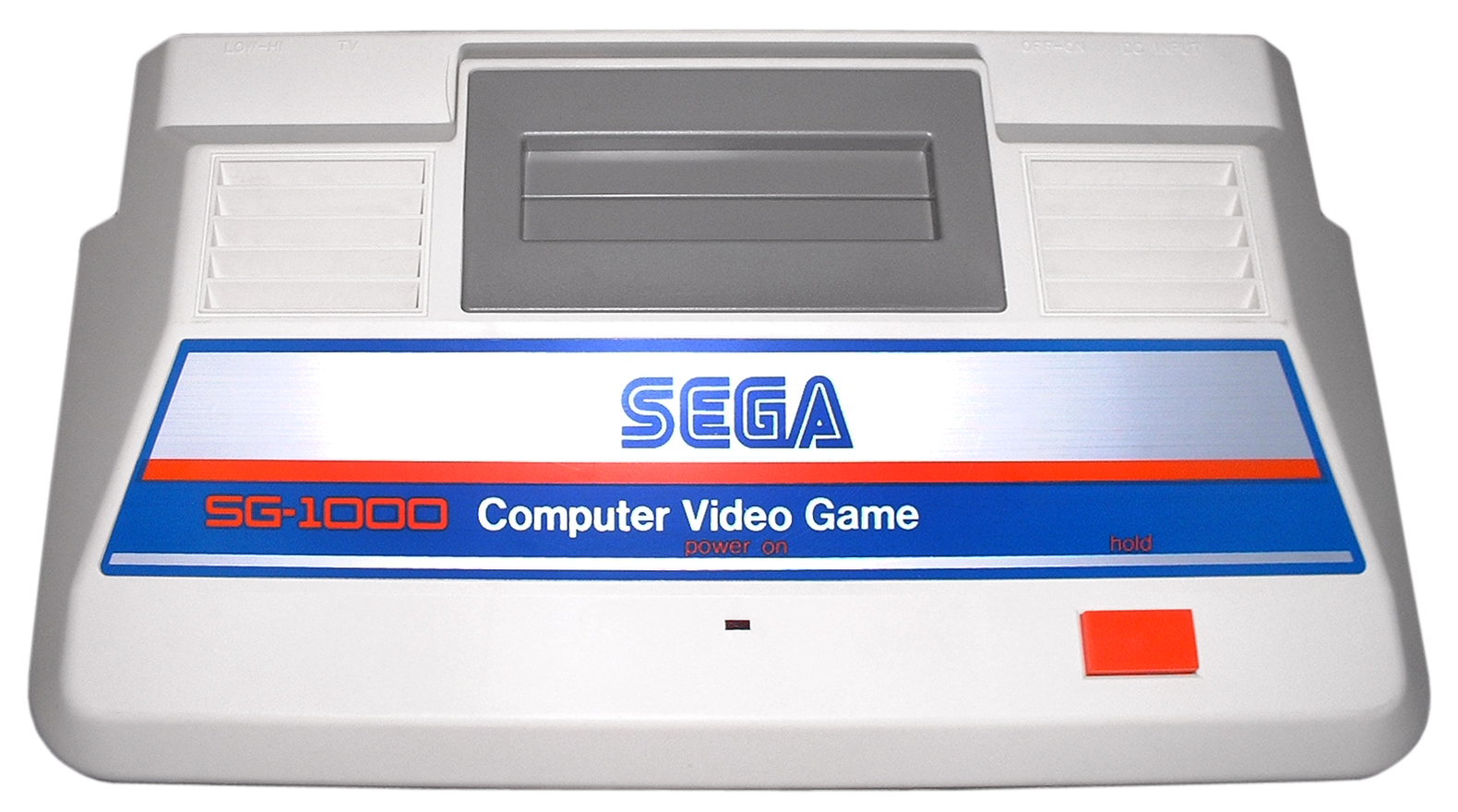
Перша ігрова приставка Sega SG-1000 випущена у 1983 році

Після спаду індустрії аркадних ігор Gulf and Western у вересні 1983 року продали компанії Bally Manufacturing свій північноамериканський підрозділ з виробництва аркадних ігор та права на їхню ліцензію. Водночас вони зберегли підрозділ досліджень і розробок Sega у Північній Америці, а також їхню японську дочірню компанію, Sega Enterprises, Ltd. З огляду на занепад аркадного бізнесу президент Sega Enterprises, Ltd. Накаяма запропонував компанії використати свій досвід у розробці апаратного забезпечення для виходу на японський ринок домашніх ігрових пристроїв. Це сприяло створенню комп'ютера SC-3000. Дізнавшись, що Nintendo працюють над ігровою консоллю Famicom, орієнтованою лише на відеоігри, Sega почали паралельну розробку своєї першої домашньої ігрової системи — SG-1000, разом із SC-3000. Різні модифікації SG-1000 були випущені на міжнародних ринках. У 1983 році продажі консолі перевищили 160 000 одиниць, що значно перевершило початкові прогнози Sega у 50 000 пристроїв за перший рік. Однак вона не змогла конкурувати з Famicom, оскільки Nintendo активно розширювали свою бібліотеку ігор, залучаючи сторонніх розробників, тоді як Sega не поспішали співпрацювати з конкурентами в аркадному бізнесі.
У листопаді 1983 року Розен оголосив про свій намір залишити посаду президента Sega Enterprises, Inc. до 1 січня 1984 року. Новим президентом і генеральним директором компанії було призначено Джеффрі Рокліса. Невдовзі після випуску SG-1000 та смерті засновника компанії Чарльза Блюдхорна, Gulf and Western розпочали продаж своїх другорядних активів. У 1984 році Накаяма і Розен організували викуп японської дочірньої компанії за підтримки SCSK Corporation, провідної японської компанії з розробки програмного забезпечення. Група інвесторів на чолі з Розеном і Накаямою придбала японські активи Sega за $38 млн. Головою компанії став керівник CSK Ісао Окава, а Накаяма обійняв посаду генерального директора Sega Enterprises, Ltd.

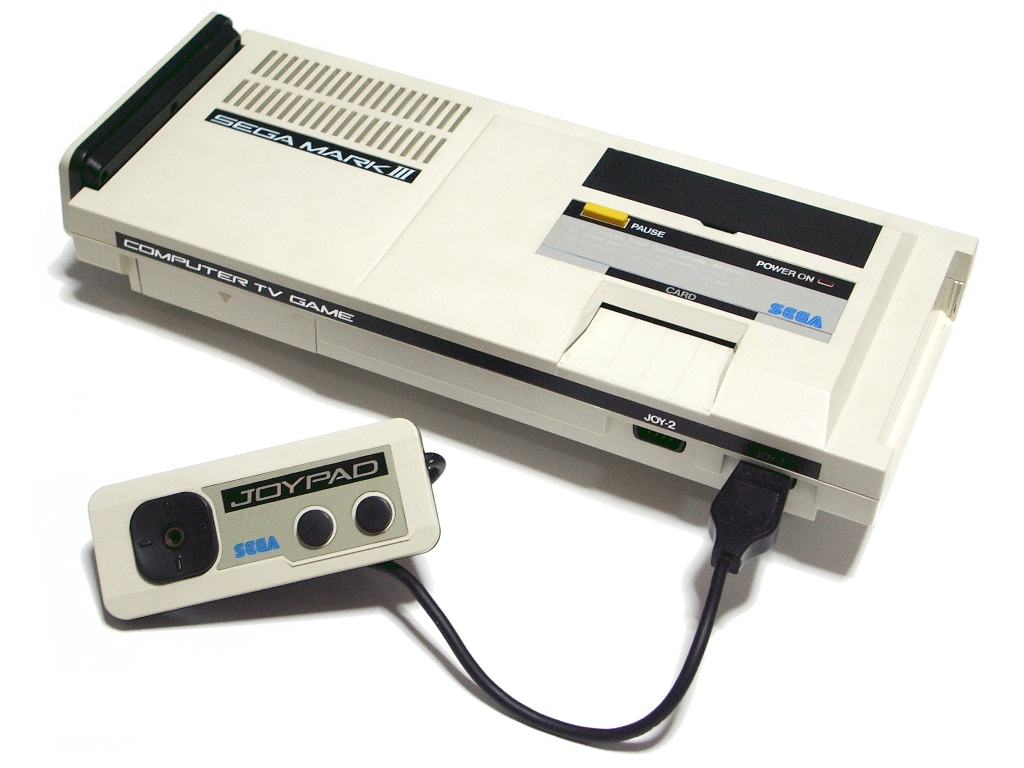
Mark III — випущена в Японії у 1985 році

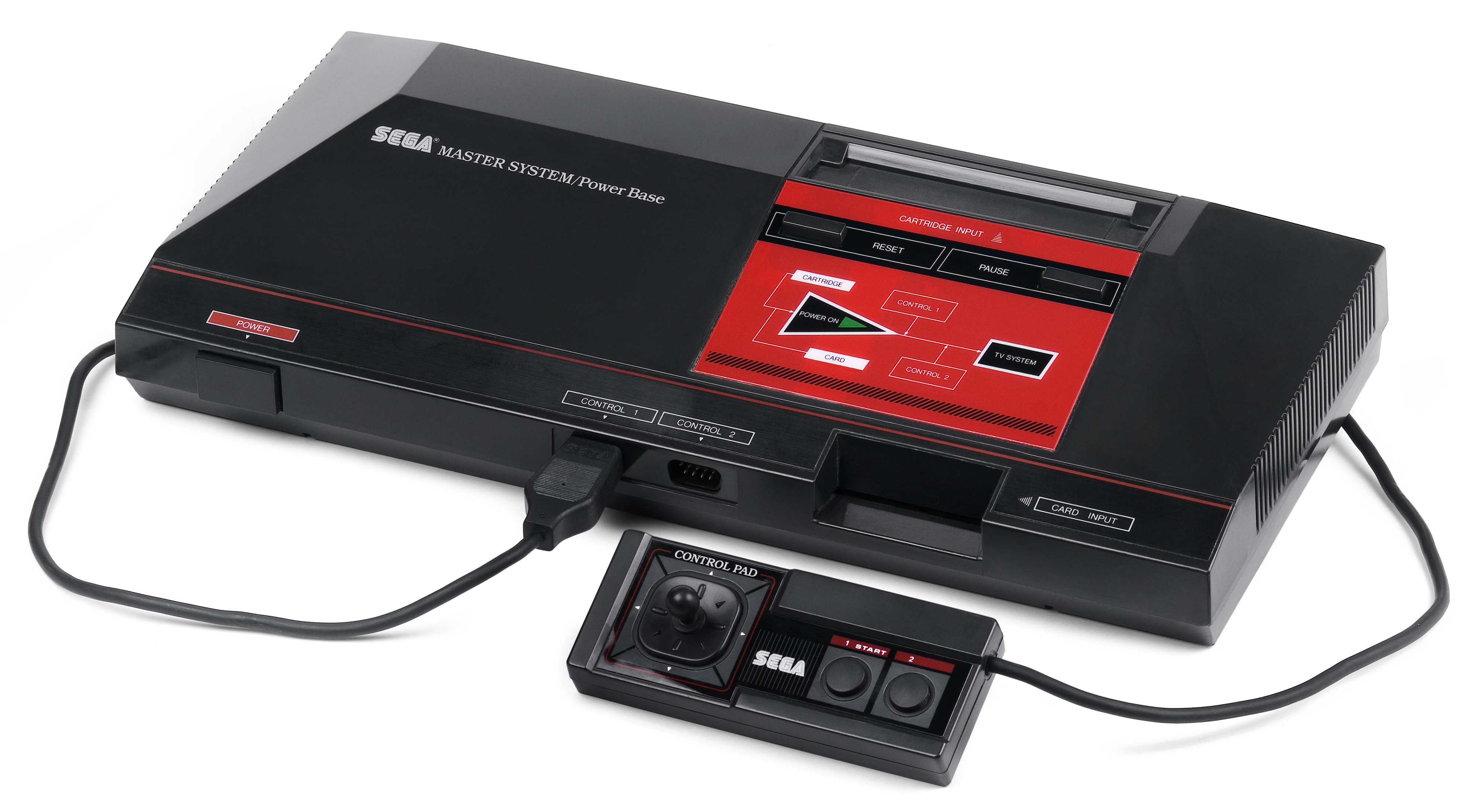
Master System випущена у Північній Америці в 1986 році та Європі в 1987 році

У 1985 році Sega розпочали роботу над Mark III — оновленою версією SG-1000. Для ринку Північної Америки ця система вийшла під назвою Master System, також Sega надали їй футуристичний дизайн, орієнтований на західні вподобання. В Японії Mark III вийшла у жовтні 1985 року. Попри те, що в деяких аспектах її апаратне забезпечення було потужнішим за Famicom, консоль не мала успіху на старті продажів. Оскільки Nintendo забороняли стороннім розробникам випускати ігри для інших консолей, Sega самостійно створювали ігри та отримували права на портування чужих проєктів. Щоб просувати консоль у Північній Америці, Sega планували продавати Master System як іграшку, подібно до того, як Nintendo просували Entertainment System. Для цього компанія об'єднала зусилля з американською іграшковою фірмою Tonka, використовуючи її досвід у цій галузі. Однак неефективний маркетинг з боку Tonka завадив успішним продажам. До початку 1992 року виробництво консолі в Північній Америці припинилося. У регіоні було продано від 1,5 до 2 млн консолей Master System, що було значно менше, ніж у Nintendo та Atari, які займали відповідно 80% і 12% ринку. Проте в Європі Master System досягла успіху, зрівнявшись у продажах зі своїм конкурентом від Nintendo. Станом на 1993 рік активна база користувачів у Європі становила 6,25 млн. Консоль також залишається популярною в Бразилії, де компанія Tectoy, партнер Sega у цьому регіоні, продовжує випускати нові версії. До 2016 року в Бразилії було продано 8 млн одиниць Master System.
У 1984 році Sega відкрили європейський підрозділ з дистрибуції аркадних ігор — Sega Europe. У 1985 році компанія повернулася на ринок аркадних автоматів у Північній Америці, створивши Sega Enterprises USA після завершення співпраці з Bally. Того ж року випуск Hang-On приніс Sega значний успіх у цьому регіоні — гра стала настільки популярною, що компанія не встигала задовольняти високий попит. Також у 1985 році була представлена UFO Catcher, яка до 2005 року стала найпоширенішим автоматом із кігтьовим механізмом у Японії. У 1986 році з метою керування споживчими продуктами компанії в Північній Америці було створено Sega of America, яка спочатку займалася маркетингом Master System. Під час співпраці з Tonka вони передали цій компанії права на маркетинг і дистрибуцію консолі, зосередившись натомість на підтримці клієнтів і локалізації окремих ігор. Гра Out Run, що вийшла у 1986 році, стала найбільш продаваним аркадним автоматом Sega у 1980-х роках. Тодішній директор компанії Акіра Нагаї зазначив, що Hang-On і Out Run сприяли виходу ринку аркадних ігор із кризи 1982 року та започаткували нові жанри у відеоіграх.

### Genesis,Sonic the Hedgehogі масовий успіх (1989—1994)
Наприкінці 1980-х років, на тлі чергового зростання ринку аркадних ігор, Sega стала однією з найвідоміших ігрових компаній. У сфері аркадних автоматів вони зосередилися на випуску ігор різних жанрів, зокрема перегонових і сайд-скролерів. 29 жовтня 1988 року Sega представили в Японії наступника Master System — консоль під назвою Mega Drive. Проте запуск консолі відбувся в тіні виходу Super Mario Bros. 3 — культової гри від Nintendo, яка з'явився на ринку тижнем раніше. Популярні ігрові журнали висвітлювали новинку у позитивному ключі, причому видання Beep! навіть випустило окреме видання, присвячене Mega Drive. Однак за перший рік компанія змогла продати лише 400 000 пристроїв.
Mega Drive стикнулася з труднощами у змаганні з Famicom і протягом усього 16-бітного покоління поступалася в Японії за рівнем продажів Super Famicom від Nintendo та TurboGrafx-16 від NEC. У Північній Америці та Європі, де консоль отримала назву Genesis, Sega спочатку не мали власної організації для продажу та маркетингу. Після відмови Atari займатися її просуванням, компанія вирішила самостійно випустити пристрій через дочірню компанію Sega of America. Genesis дебютувала 14 серпня 1989 року в Нью-Йорку та Лос-Анджелесі, а до кінця року стала доступною по всій Північній Америці. Європейська версія Mega Drive з'явилася у вересні 1990 року.
Колишній керівник Atari та новий президент Sega of America Майкл Катц розробив дворівневу стратегію для збільшення продажів у Північній Америці. Перший етап передбачав маркетингову кампанію, спрямовану на конкуренцію з Nintendo та акцентування уваги на більш аркадному ігровому досвіді Genesis. Оскільки Nintendo володіли правами на більшість аркадних ігор того часу, другий етап полягав у створенні бібліотеки ігор, що використовували імена та образи знаменитостей, таких як Michael Jackson's Moonwalker і Joe Montana Football. Попри ці зусилля, Sega не змогли суттєво похитнути домінування Nintendo на ринку. У перший рік Sega of America продали лише 500 000 консолей Genesis, що було вдвічі менше за поставлену Накаямою ціль.
Після виходу Genesis Sega прагнули створити нову флагманську серію ігор, здатну конкурувати з Mario від Nintendo. Так з'явилася Sonic the Hedgehog, яка стала однієї з найуспішніших відеоігрових франшиз в історії. Гра Sonic the Hedgehog почалася з технічного демо, розробленого Юджі Нака, де персонаж на високій швидкості котився кулею через звивистий тунель. Пізніше ідею розширили: Наото Ошіма створив дизайн головного героя, а Хіроказу Ясухара розробив рівні. Синій колір Соніка був обраний на честь кобальтового логотипа Sega, його взуття надихнули чоботи Майкла Джексона, а характер — оптимізм і рішучість Білла Клінтона.
Накаяма призначив Тома Калінскі генеральним директором Sega of America в середині 1990 року, і незабаром після цього Катц покинув компанію. Калінскі мав обмежені знання про ринок відеоігор, проте оточив себе досвідченими радниками з індустрії. Дотримуючись моделі бізнесу «леза і бритви», він розробив чотирьохетапний план: знизити ціну на Genesis, створити американську команду для розробки ігор з орієнтацією на місцевий ринок, розширити агресивні рекламні кампанії та замінити комплектну гру Altered Beast на Sonic the Hedgehog. Завдяки успіху Sonic the Hedgehog консоль Genesis випередила свого головного конкурента, Super Nintendo Entertainment System (SNES), майже вдвічі за підсумками святкового сезону 1991 року в США. До січня 1992 року Sega утримували 65% ринку 16-бітних консолей. Протягом чотирьох різдвяних сезонів поспіль компанія домінувала над Nintendo, що було зумовлено раннім виходом Genesis, її доступнішою ціною та ширшим вибором ігор порівняно зі SNES на момент запуску. Наприкінці 1992 року частка Nintendo на американському ринку 16-бітних консолей за прибутковістю скоротилася з 60% до 37% у 1993-му. У 1994 році Sega повідомили, що їхня частка становила 55% усіх продажів 16-бітних консолей. Однак у період з 1995 по 1997 рік SNES почала випереджати Genesis за обсягами продажів.

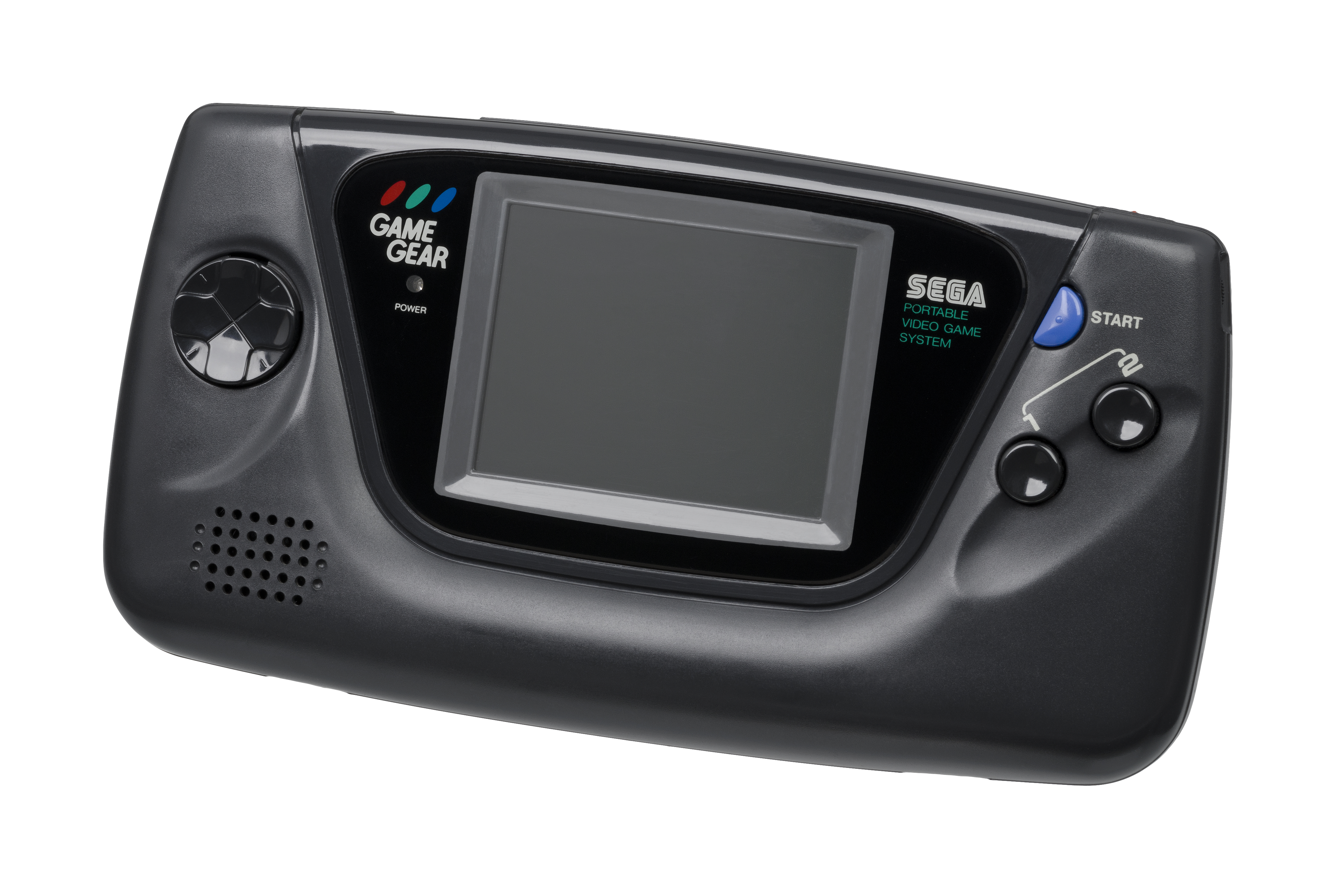
Game Gear — портативна консоль випущена в 1990 році

У 1990 році Sega представили портативну консоль Game Gear як конкурента Game Boy від Nintendo. Вона була розроблена на основі Master System і мала кольоровий дисплей, що відрізняло її від монохромного екрану Game Boy. Однак через швидке розряджання батареї, нестачу ексклюзивних ігор і слабку підтримку з боку Sega, Game Gear не змогла перевершити Game Boy, продавшись кількістю приблизно 11 млн одиниць. 1 грудня 1991 року Sega випустили в Японії Mega-CD за ціною ¥49,800. Цей додатковий пристрій використовував технологію CD-ROM і мав покращені характеристики: другий, швидший процесор, значно розширену пам'ять, графічний чип для масштабування та обертання, подібний до аркадних ігор компанії, а також додатковий звуковий чип. У Північній Америці він вийшов під назвою Sega CD 15 жовтня 1992 року за ціною $299, а в Європі з'явився у 1993 році під оригінальною назвою Mega-CD. Попри очікування, у Японії за перший рік було продано лише 100 000 одиниць.
На початку 1990-х років Sega продовжували досягати значних успіхів у сфері аркадних ігор по всьому світу. У 1992—1993 роках аркадна плата Sega Model 1 стала основою для таких ігор, як Virtua Racing і Virtua Fighter (перший 3D-файтинг), розроблених внутрішньою студією Sega AM2. Незважаючи на високу вартість, ці ігри відіграли ключову роль у популяризації 3D-полігонометричної графіки. Щоб залишатися конкурентоспроможними, Sega розробили складні симулятори, такі як обертовий R360, що дозволило їм змагатися з аркадними автоматами інших компаній, зокрема Taito. Нові регіональні партнери, зокрема британська компанія Deith Leisure, допомогли Sega безперешкодно поширювати свою продукцію за межами Японії. У цей період японський підрозділ компанії відкрив сотні сімейних розважальних центрів Sega World у передмістях, а також великі аркадні зали GiGO для відвідувачів віком від 18 років у центральних районах Роппонґі та Ікебукуро. У 1993 році цей успіх поширився і на міжнародний ринок, де було відкрито кілька масштабних розважальних центрів під брендом Sega, зокрема Sega VirtuaLand у Luxor Las Vegas. До 1994 року Sega досягли доходу в розмірі ¥354,032 млрд ($3 464 млн на той момент, або еквівалентно $7 349 млн у 2024 році).
У 1993 році американські ЗМІ почали звертати увагу на дорослий контент у відеоіграх, зокрема в Night Trap для Sega CD та Mortal Kombat версії для Genesis. Це відбувалося в період, коли Sega активно використовували імідж компанії з «бунтарським настроєм», і така увага лише підкреслила цей образ. Щоб врегулювати ситуацію, Sega запровадили першу в США систему вікових рейтингів для відеоігор — Videogame Rating Council (VRC), яка застосовувалася до всіх їхніх платформ. Рейтинги варіювалися від сімейного GA до більш дорослих MA-13 та MA-17. Віцепрезидент Nintendo of America Говард Лінкольн на слуханнях у Конгресі США в 1993 році наголосив, що Night Trap взагалі не отримала рейтингу. Сенатор Джо Ліберман ініціював ще одні слухання в лютому 1994 року, щоб оцінити прогрес у створенні системи рейтингів для насильницьких відеоігор. Після цих слухань Sega пропонували зробити VRC загальноприйнятою системою, однак через заперечення Nintendo та інших компаній взяли участь у створенні Entertainment Software Rating Board (ESRB).

### 32X,Saturn, падіння продажів консолей і подальший успіх в аркадах (1994—1998)

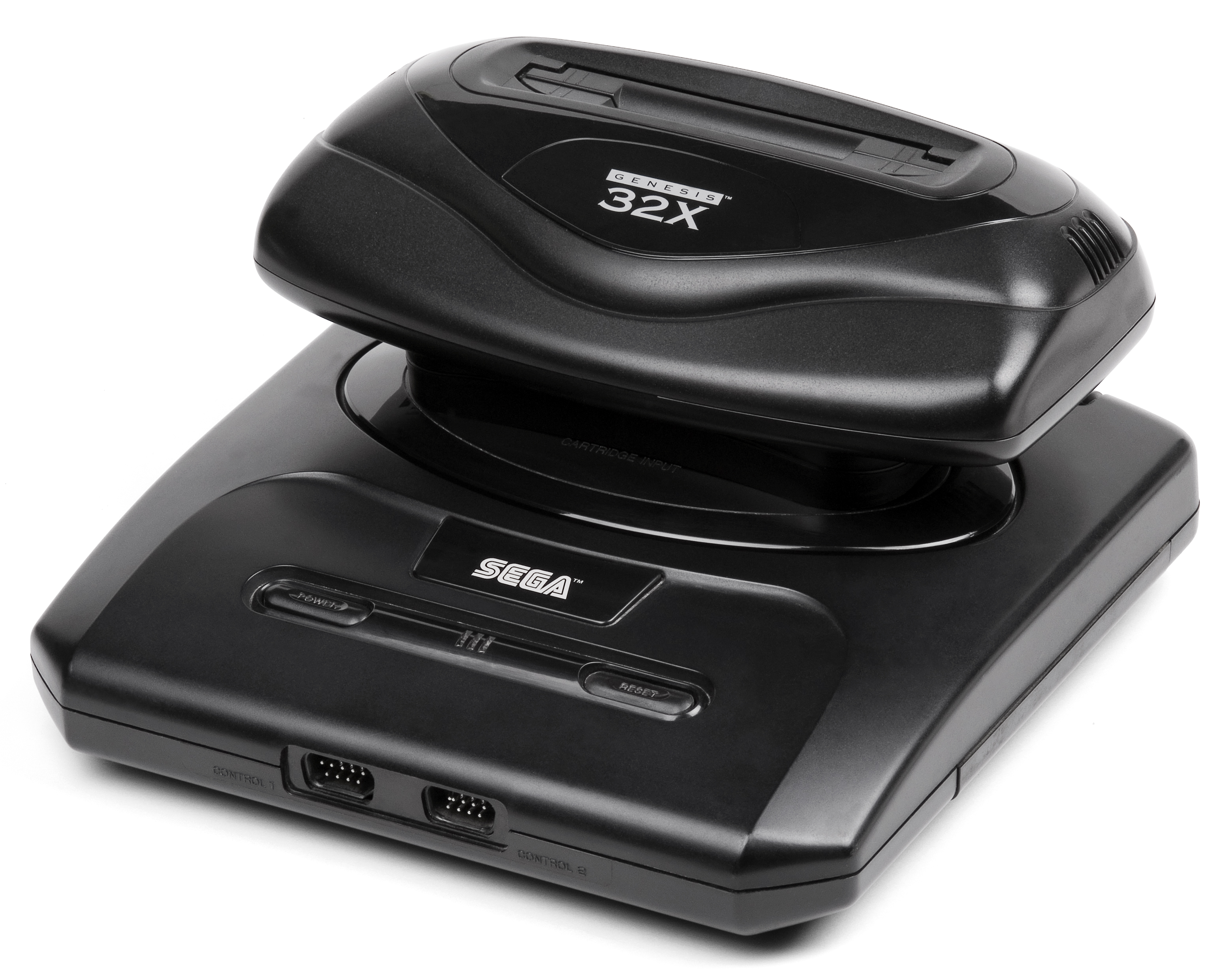
32X прикріплена до Genesis

Sega розпочали роботу над наступником Genesis, консоллю Sega Saturn, більш ніж за два роки до її презентації на Tokyo Toy Show у червні 1994 року. За словами колишнього продюсера Sega of America Скотта Бейлеса, Накаяма занепокоївся випуском Atari Jaguar у 1994 році та тим, що Saturn не з'явиться на ринку до наступного року. У результаті було вирішено випустити ще одну консоль до кінця 1994 року. Sega розпочали розробку 32X — доповнення до Genesis, яке мало стати доступнішим способом увійти в еру 32-бітних ігрових консолей. 32X було несумісна із Saturn, але підтримувала ігри для Genesis. Випуск 32X відбувся 21 листопада 1994 року в Північній Америці, 3 грудня 1994 року в Японії та в січні 1995 року в регіонах PAL. Її вартість була менш ніж удвічі нижчою за стартову ціну Saturn. Однак після святкового сезону інтерес до 32X швидко згас.
Sega випустили Saturn у Японії 22 листопада 1994 року. Порт популярної аркадної гри Virtua Fighter продавався майже в тій самій кількості, що й сама консоль, і значно сприяв її успіху на японському ринку. Початкова партія з 200 000 пристроїв була повністю розкуплена в перший день, а Saturn випереджала PlayStation від Sony за популярністю в Японії. У березні 1995 року генеральний директор Sega of America Том Калінскі оголосив, що Saturn з'явиться на ринку США в суботу, 2 вересня 1995 року, під рекламним гаслом «Saturn-day». Однак керівництво Sega в Японії наполягло на достроковому випуску, щоб випередити PlayStation. На першій виставці Electronic Entertainment Expo (E3) у Лос-Анджелесі 11 травня 1995 року Калінскі повідомив офіційну ціну Saturn і заявив, що Sega вже поставили 30 000 консолей до Toys "R" Us, Babbage's, Electronics Boutique та Software Etc., щоб розпочати продажі негайно. Через несподіваний запуск деякі рітейлери, яких Sega не включили в програму стартових продажів, висловили невдоволення. Зокрема, KB Toys вирішили припинити продаж продукції компанії.

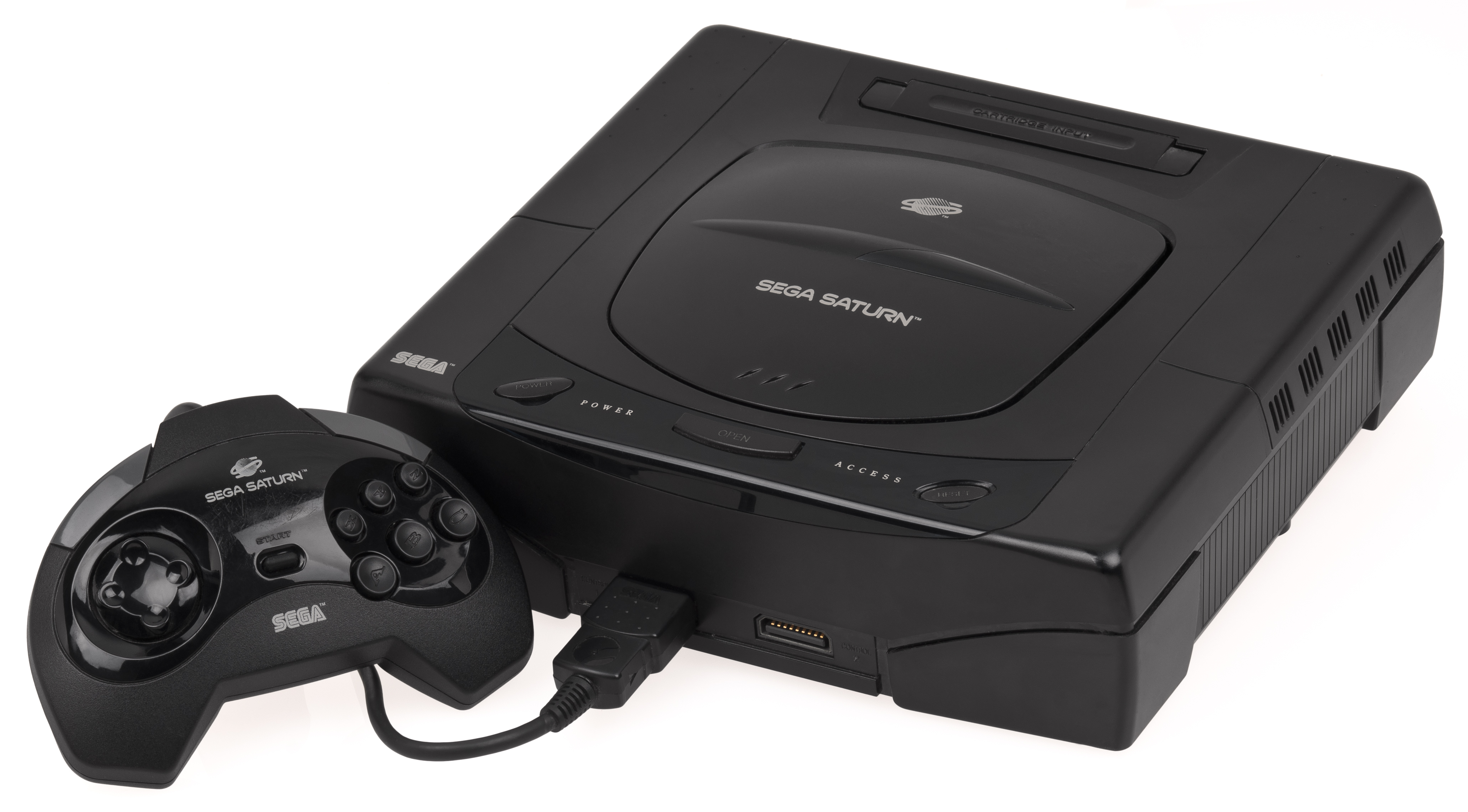
Saturn — випущена у 1994 році

В Європі Saturn вийшла раніше, ніж планувалося для Північної Америки, — 8 липня 1995 року. Вже через два дні після запуску PlayStation у США, що відбувся 9 вересня 1995 року, її продажі перевищили кількість проданих Saturn. За перший рік PlayStation завоювала понад 20% американського ринку відеоігор. Невдача Saturn була зумовлена кількома факторами: високою ціною, несподіваним стартом і складнощами з обробкою полігональної графіки. До того ж, Sega не врахували, що Genesis залишалася популярною — у 1995 році 16-бітні консолі займали 64% ринку. Хоча Sega мали 43% ринкової частки за виручкою в США та продали понад 2 млн консолей Genesis у 1995 році, Калінскі вважав, що при кращій підготовці компанія могла б реалізувати ще 300 000 пристроїв.
У липні 1996 року Sega повідомили про призначення Шьоїчіро Ірімаджірі на посаду голови та генерального директора Sega of America, тоді як Калінскі залишив компанію після 30 вересня того ж року. Ірімаджірі, колишній керівник Honda, співпрацював із Sega of America з 1993 року. Також було оголошено, що Розен і Накаяма подали у відставку зі своїх керівних посад у Sega of America, хоча залишилися працювати в компанії. Берні Столар, який раніше працював у Sony Computer Entertainment of America, став виконавчим віцепрезидентом Sega of America, відповідальним за розробку ігор та співпрацю з зовнішніми розробниками. Столар негативно ставився до Saturn, вважаючи її апаратне забезпечення невдалим.
Хоча Столар на E3 1997 заявив, що «Saturn не є нашим майбутнім», він усе ж продовжував підкреслювати якість ігор для цієї платформи та згодом зазначив: «Ми намагалися згорнути її якомога коректніше для споживачів». Працюючи в Sony, Столар виступав проти локалізації деяких японських ігор для PlayStation, вважаючи, що вони не відповідають очікуванням західної аудиторії. Він дотримувався подібного підходу і щодо Saturn, загалом блокуючи випуск аркадних 2D-ігор та рольових проєктів, хоча пізніше намагався дистанціюватися від цієї позиції. До змін також увійшло пом'якшення рекламного іміджу Sega: компанія відмовилася від гучного вигуку «Sega!» у рекламі та почала проводити пресзаходи для освітньої галузі.
Sega об'єднали зусилля з компанією General Electric для створення аркадної системної плати Sega Model 2, яка вдосконалювала наявні на той час 3D-технології в аркадному сегменті. Це стало поштовхом до випуску кількох комерційно успішних аркадних ігор, зокрема Daytona USA, яка спочатку вийшла обмеженим тиражем у 1993 році, а згодом — по всьому світу в 1994-му. Інші популярні ігри включали Virtua Cop, Sega Rally Championship та Virtua Fighter 2. Virtua Fighter і Virtua Fighter 2 стали найбільш прибутковими аркадними іграми Sega, перевершивши попереднього лідера — Out Run. У цей час між Sega і Namco тривала технологічна конкуренція, яка сприяла швидкому розвитку 3D-ігор.
У 1994 році Sega започаткували мережу критих тематичних парків у Японії під брендом «Amusement Theme Park», серед яких були парки Joypolis, розміщені в міських районах Токіо Йокогама та Одайба. Спочатку компанія планувала масштабне міжнародне розширення — понад 100 парків у різних країнах до 2000 року. Проте зрештою було реалізовано лише два — Sega World London у вересні 1996 року та Sega World Sydney у березні 1997-го. Через складнощі з відкриттям тематичних парків у США, Sega у березні 1997 року створили мережу розважальних центрів GameWorks у співпраці з DreamWorks SKG і Universal Studios.
У 1995 році Sega уклали партнерство з Atlus для запуску Print Club — автоматів для створення фото-наліпок із селфі. Atlus і Sega представили Purikura (японська фотокабінка) в лютому 1995 року, спочатку у залах аркадних ігор, а згодом розширили присутність до популярних місць дозвілля, таких як заклади швидкого харчування, вокзали, караоке та боулінг-клуби. Пурікура швидко стала популярною розвагою серед молоді по всій Східній Азії, поклавши початок сучасній культурі селфі. До 1997 року було продано близько 47 000 автоматів, що принесло Sega близько ¥25 млрд (еквівалент $554 млн у 2024 році). У той же час на ринку з'явилися подібні пристрої від інших виробників, проте Sega контролювали приблизно половину ринку у 1997 році.
У 1995 році Sega заснували компанію SegaSoft, яка займалася створенням оригінальних ігор для консолі Saturn та персональних комп'ютерів, що стало спробою вийти на ринок ПК. Крім того, у період з 1994 по 1999 рік Sega брали участь у сфері аркадного пінболу, викупивши пінбол-підрозділ компанії Data East і перейменувавши його на Sega Pinball.
У січні 1997 року Sega оголосили про наміри об'єднатися з японським виробником іграшок Bandai. Угода передбачала обмін акціями на суму в $1 млрд, за яким Sega повністю придбали б Bandai, утворивши нову компанію під назвою Sega Bandai, Ltd. Хоча завершення злиття було заплановане на жовтень того ж року, у травні його скасували через спротив середнього управлінського персоналу Bandai. Натомість компанії домовилися про стратегічне партнерство. Через погіршення фінансових показників Sega, у січні 1998 року Накаяма залишив посаду президента, поступившись місцем Ірімаджірі. Вважається, що рішення Накаями частково було пов'язане з невдачею злиття та слабкими результатами компанії у 1997 році. Після цього Берні Столар очолив Sega of America як президент і головний виконавчий директор.
Після виходу Nintendo 64 у США в 1996 році продажі Saturn та ігор до неї різко впали в більшості західних країн. У 1997 році PlayStation продавалася в США утричі краще, ніж Saturn, а в Європі та Австралії консоль Sega так і не змогла закріпитися на ринку — хоча Nintendo 64 там з'явилася лише в березні 1997 року. Після кількох років спадів Sega змогли продемонструвати невелике зростання в фінансовому році, що завершився у березні 1997-го, частково завдяки збільшенню прибутків з аркад, і навіть перевершили Nintendo у середньостроковій перспективі. Однак у фінансовому році, що закінчився в березні 1998 року, компанія вперше з моменту виходу на Токійську фондову біржу в 1988-му зазнала фінансових збитків — як материнська компанія, так і як корпоративна структура загалом. У підсумковому звіті за 1998 рік Ірімаджірі поклав провину за ці втрати на невдалий перехід з Genesis на Saturn у Північній Америці, а також на те, що Sega Enterprises покривала борги Sega of America. Незадовго до оголошення про фінансові збитки компанія припинила випуск Saturn у США, готуючись до запуску її наступника — Dreamcast, тоді як залишки ігор для Saturn випускалися обмеженим тиражем.
Рішення припинити виробництво Saturn фактично залишило північноамериканський ринок домашніх консолей без ігор Sega на понад рік, а головна активність компанії у США зосереджувалася переважно на аркадному сегменті. У деяких європейських країнах, а особливо в Японії, Saturn протрималась довше — у Японії вона навіть перевершила за продажами Nintendo 64. Втім, Ірімаджірі в інтерв'ю японській газеті Daily Yomiuri підтвердив, що розробка для Saturn завершиться наприкінці 1998 року, а випуск ігор триватиме до середини 1999-го. Із загальними продажами на рівні 9,26 млн одиниць Saturn вважається комерційним провалом у більшості регіонів. Хоча Sega мали успіх із аркадною платою Model 3 та такими іграми, як Virtua Fighter 3, їхні аркадні підрозділи зазнавали труднощів на Заході в другій половині 1990-х. У той же час на азійських ринках аркадний бізнес Sega демонстрував стабільне зростання доходів рік за роком, але цього було недостатньо, щоб компенсувати суттєве падіння прибутків у споживчому сегменті домашніх консолей.

### Dreamcastі подальші труднощі (1998—2003)
Незважаючи на зниження прибутку на 75% за півріччя перед запуском Dreamcast у Японії, Sega зберігали впевненість у своєму новому пристрої. Консоль викликала великий інтерес і зібрала значну кількість передзамовлень. Було оголошено, що Sonic Adventure — перша велика тривимірна гра із серії про Соніка — вийде разом із запуском Dreamcast. Відеогру представили широкій публіці під час масштабного заходу у Токійському міжнародному форумі. Проте, через високий рівень браку у виробничому процесі, Sega не змогли забезпечити достатню кількість пристроїв для старту продажів у Японії. Оскільки понад половину обмеженого обсягу було вже зарезервовано, компанія зупинила прийом передзамовлень у країні. Напередодні запуску Sega також представили свою нову аркадну відеоплату NAOMI (New Arcade Operation Machine Idea), яка була дешевшою альтернативою платі Model 3 і мала спільну апаратну основу з Dreamcast, що дозволяло легко адаптувати аркадні ігри для домашньої консолі.

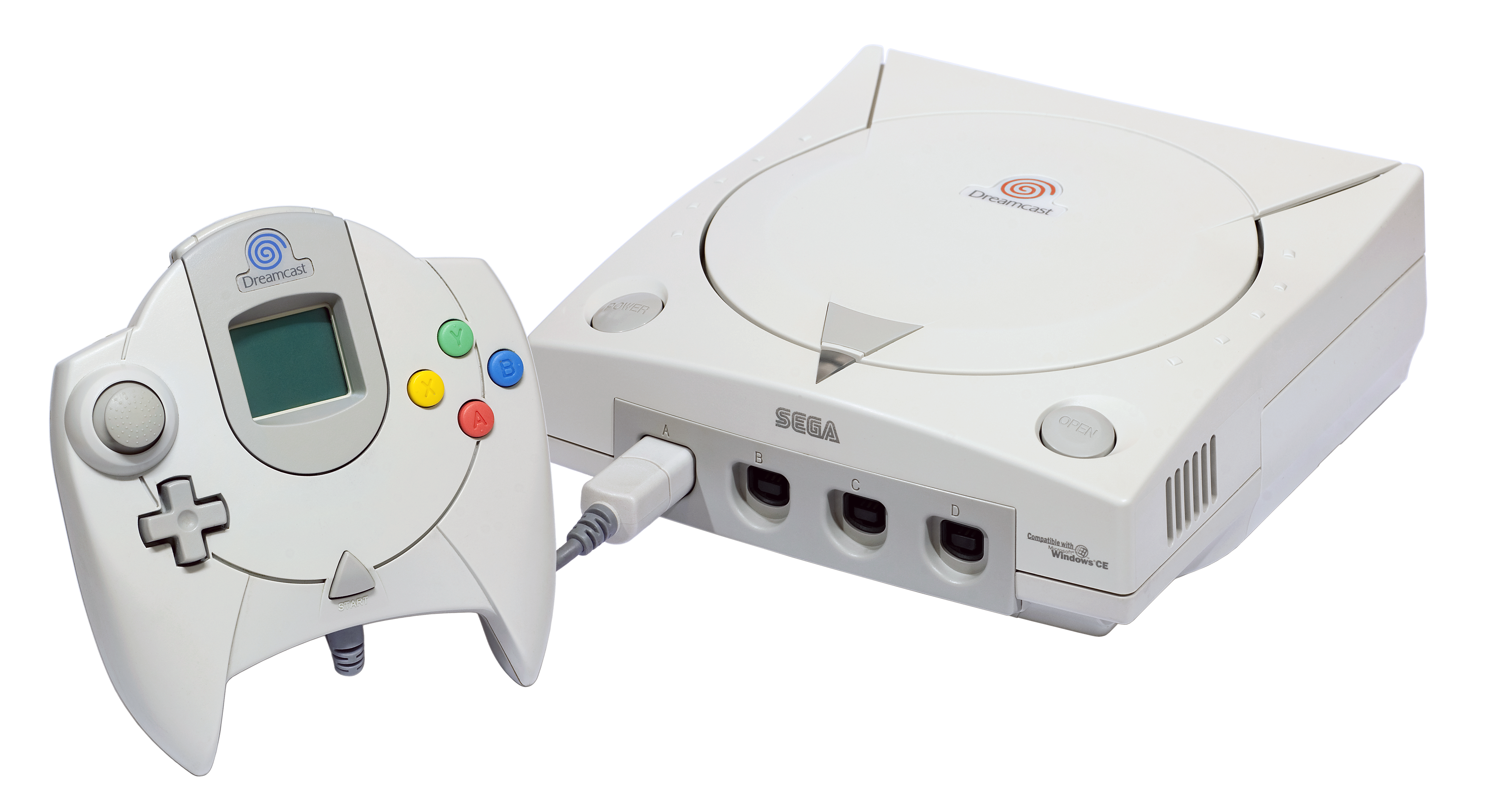
Випущена у 1998 році Dreamcast стала останньою ігровою приставкою Sega

Dreamcast була запущена в Японії 27 листопада 1998 року і весь запас із 150 000 консолей розпродали до кінця дня. Ірімаджірі оцінив, що за наявності достатніх поставок можна було б реалізувати ще від 200 тис до 300 тис одиниць Dreamcast. Він сподівався продати понад мільйон консолей у Японії до лютого 1999 року, проте фактичні продажі склали менше 900 тис одиниць. Низький рівень продажів підірвав зусилля Sega з формування достатньої бази встановлених пристроїв для забезпечення виживання Dreamcast на ринку після появи конкуренції від інших виробників. У фінансовому році, що закінчився у березні 1999 року, Sega зазнали ще одного консолідованого чистого збитку в розмірі ¥42,881 мільярда, а також оголосили про плани скоротити 1 000 робочих місць, що становило майже чверть їхнього штату. Перед запуском на західному ринку Sega знизили ціну Dreamcast у Японії, що практично зробило її невигідною, але сприяло збільшенню продажів.
11 серпня 1999 року Sega of America підтвердили, що Столара було звільнено. Пітер Мур, якого Столар призначив на посаду виконавчого директора лише за шість місяців до цього, очолив підготовку до запуску в Північній Америці. Dreamcast вийшла в Північній Америці 9 вересня 1999 року з 18 іграми. Sega встановили рекорд, продавши 225 132 консолі Dreamcast за 24 години, заробивши $98,4 млн — те, що Мур назвав «найбільшими 24 годинами в історії роздрібної торгівлі в сфері розваг». Протягом двох тижнів продажі Dreamcast у США перевищили 500 000 одиниць. До Різдва частка Sega на американському ринку відеоігор за виручкою становила 31%. 4 листопада Sega оголосили, що продали понад мільйон консолей Dreamcast. Проте запуск було затьмарено збоєм на одному з виробничих заводів Sega, де були виготовлені дефектні диски GD-ROM, на які дані не записувалися належним чином. в В Європі продажі Dreamcast стартували 14 жовтня 1999 року. Хоча до Різдва 1999 року в Європі було реалізовано 500 000 одиниць, продажі там сповільнилися, і станом на жовтень 2000 року становили лише близько мільйона консолей.
Хоча Dreamcast мала успішний старт, на кінець 1999 року Sony зберігали 60% частки ринку відеоігор у Північній Америці. 2 березня 1999 року Sony представили перші подробиці про PlayStation 2, що стало гучною подією. У тому ж році Nintendo заявили, що їхня майбутня консоль не поступатиметься жодній іншій на ринку, а Microsoft розпочали розробку власної приставки — Xbox. Попри добрі початкові результати, інтерес до Dreamcast у США почав спадати вже у січні 2000 року, хоча до кінця 1999-го продажі перевищили 1,5 млн одиниць. Слабкі результати на японському ринку стали однією з причин фінансового збитку Sega у розмірі ¥42,88 млрд ($404 млн) за фінансовий рік, що завершився у березні 2000 року. Це був третій рік поспіль, коли компанія зазнавала збитків — попередній рік завершився подібним фінансовим результатом. Загальний дохід компанії виріс на 27,4%, а продажі Dreamcast у Північній Америці та Європі значно перевищили очікування. Водночас прибутковість знизилась через великі витрати на запуск консолі на західних ринках і слабкі продажі ігор у Японії. Також через погіршення ситуації в японському аркадному бізнесі компанія була змушена закрити 246 ігрових центрів.
Мур обійняв посаду президента та головного операційного директора Sega of America 8 травня 2000 року. Він заявив, що для збереження життєздатності Dreamcast у США потрібно реалізувати 5 млн одиниць до кінця року, проте компанія змогла продати лише близько 3 млн. Спроби підвищити продажі Dreamcast шляхом зниження цін і надання грошових компенсацій призвели до ще більших фінансових втрат. У березні 2001 року Sega повідомили про консолідований чистий збиток у розмірі ¥51,7 млрд ($417,5 млн). Попри проблеми з доступністю PlayStation 2 під час її запуску в США, Dreamcast не отримала значної вигоди: багато споживачів вирішили зачекати або придбати PSone. У результаті частки ринку відеоігор у США розподілилися так: Sony — 50%, Nintendo — 35%, а Sega — лише 15%.
Голова ради директорів CSK Ісао Окава зайняв посаду президента Sega 22 травня 2000 року, замінивши Ірімаджірі. Окава тривалий час виступав за вихід Sega з ринку ігрових консолей. Подібну позицію мали й інші: співзасновник Sega Девід Розен вважав, що обмеження діяльності лише власним обладнанням стримує розвиток компанії, а Берні Столар свого часу пропонував продати компанію Microsoft. У вересні 2000 року під час зустрічі з японськими керівниками Sega та очільниками внутрішніх студій розробки, Пітер Мур і Чарльз Белфілд із Sega of America запропонували відмовитися від виробництва консолей. На знак протесту керівники студій залишили зустріч. 1 листопада 2000 року компанія офіційно змінила назву з Sega Enterprises, Ltd. на Sega Corporation, відмовившись від японської назви та перейшовши на глобальне найменування Sega. У заяві компанія зазначила, що ця зміна символізує її орієнтацію на розвиток у сфері мережевих розваг.
23 січня 2001 року японська газета Nihon Keizai Shinbun повідомила, що Sega припинить випуск Dreamcast і зосередиться на розробці ігор для інших платформ. Після початкового спростування Sega випустили пресреліз, у якому підтвердили, що розглядають створення продукції для PlayStation 2 та Game Boy Advance в рамках своєї нової стратегії управління. 31 січня 2001 року Sega офіційно оголосили про завершення виробництва Dreamcast після 31 березня та про реструктуризацію компанії в «незалежного від платформи» стороннього розробника. Компанія також знизила вартість Dreamcast, щоб розпродати залишки — на той момент близько 930 000 одиниць. У подальшому ціни ще зменшували, щоб повністю очистити склади. Останню консоль Dreamcast підписали керівники всіх дев'яти студій Sega, а також очільники Visual Concepts і Wave Master; її розіграли разом з усіма 55 ексклюзивними для Dreamcast іграми в конкурсі, організованому профільним виданням GamePro.

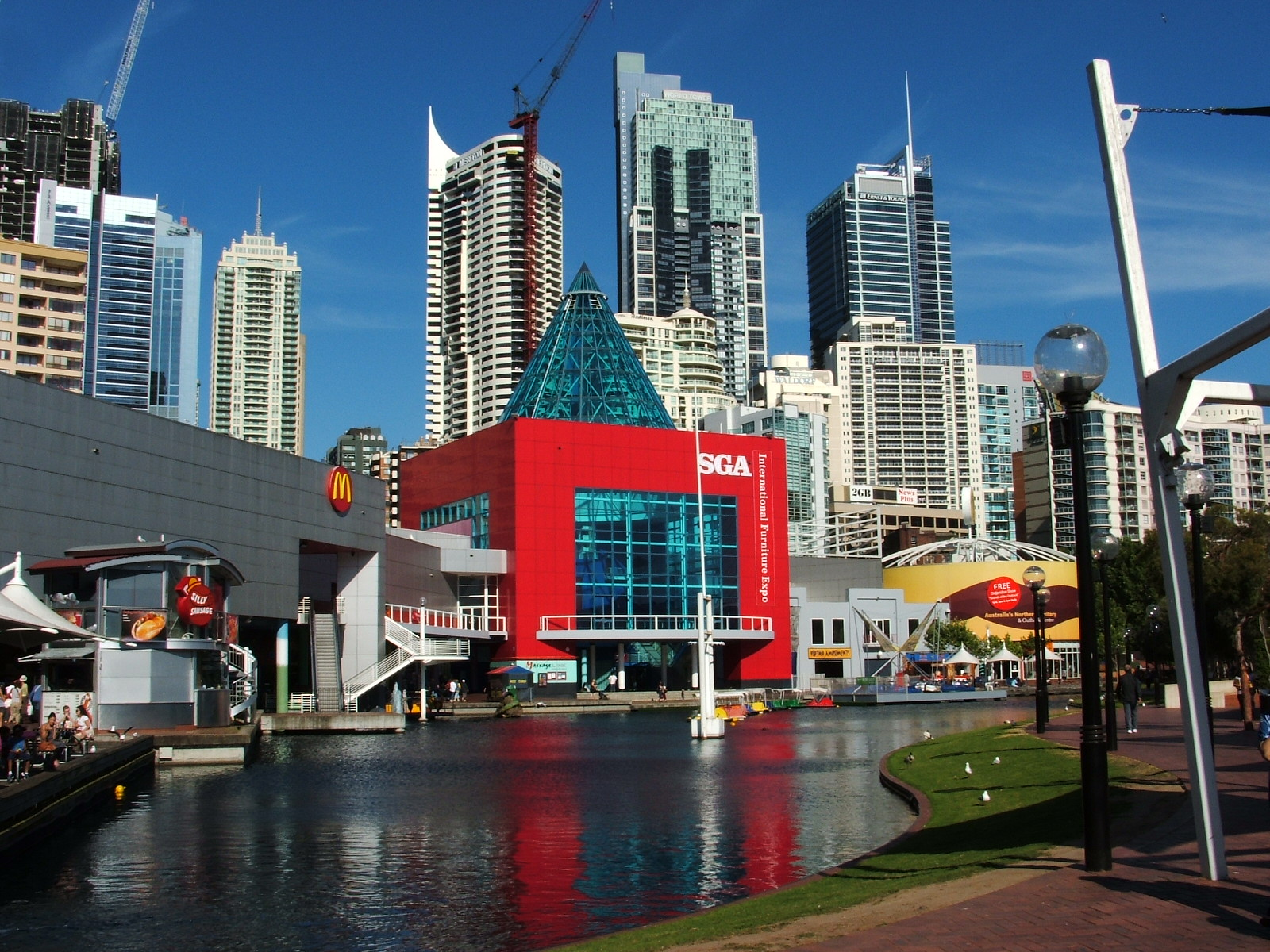
Критий високотехнологічний парк розваг Sega World в Сіднеї (2006)

Окава, який у 1999 році надав Sega позику в розмірі $500 млн, помер 16 березня 2001 року. Перед смертю він списав борги компанії та повернув акції Sega і CSK на суму $695 млн, що допомогло компанії здійснити перехід до статусу стороннього розробника. Він також безуспішно намагався домовитися з Microsoft про продаж або злиття з підрозділом Xbox. Як зазначив колишній керівник Microsoft Йоахім Кемпін, Білл Гейтс відмовився від придбання Sega, бо вважав, що компанія не зможе серйозно протистояти Sony. Зрештою, Sega уклали партнерську угоду з Microsoft, відповідно до якої мали створити 11 ігор для Xbox. У межах реструктуризації компанія скоротила приблизно третину працівників у токійському офісі у 2001 році. У 2002 році Sega зафіксували чисті збитки п'ятий рік поспіль.
Після смерті Окави президентом Sega став Хідекі Сато, ветеран компанії з 30-річним досвідом, який пропрацював у компанії понад 30 років і був причетний до розробки її консолей. Через слабкі продажі у 2002 році Sega знизила прогноз прибутків на 2003 рік на 90% і почали розглядати можливості злиття. У 2003 році компанія розпочала переговори з виробником гральних автоматів пачінко та пачіслот — Sammy Corporation та Namco. Президент Sammy, Хаджіме Сатомі, був учнем Окави й раніше отримував пропозицію стати генеральним директором Sega. 13 лютого Sega оголосили про злиття із Sammy, однак навіть станом на 17 квітня продовжували переговори з Namco, які намагалися зірвати угоду. Розгляд пропозиції Namco викликав обурення у представників Sammy. Наступного дня після того, як Sega повідомили, що більше не планує злиття з Sammy, Namco відкликали свою пропозицію.
У 2003 році Хідекі Сато та операційний директор Тецу Камаїя пішли з посад. Сато був замінений на посаді президента Хісао Оґучі, який до цього очолював внутрішню студію Sega Hitmaker. У січні Пітер Мур покинув компанію, вважаючи, що японське керівництво не готове до змін в ігровій індустрії, зокрема до попиту на ігри для дорослої аудиторії, на кшталт Grand Theft Auto III. У жовтні 2003 року Хідеакі Іріє, який мав досвід роботи в Agetec та ASCII, став новим президентом і операційним директором Sega of America.

### Поглинання Sammy Corporation та розширення бізнесу (2003—2015)
У серпні 2003 року Sammy придбали 22,4% акцій Sega у CSK, ставши їхнім найбільшим акціонером. Того ж року президент Sammy, Хаджіме Сатомі, заявив, що Sega зосередить свою діяльність на прибутковому аркадному сегменті, а не на збитковому виробництві домашніх ігор. Серед найуспішніших консольних проєктів цього періоду були нові частини франшиз Sonic the Hedgehog, Puyo Puyo, Virtua Fighter, Super Monkey Ball, Phantasy Star Online та Sakura Wars. У 2004 році було створено холдингову компанію Sega Sammy Holdings — об'єднання, до складу якого увійшли як Sega, так і Sammy, що продовжували працювати незалежно одна від одної, але під спільним керівництвом. Як зазначалося в першому річному звіті компанії, злиття було спричинене фінансовими труднощами обох сторін: Sega працювали зі збитками майже десять років, тоді як Sammy побоювалися застою та надмірної залежності від прибуткового бізнесу гральних автоматів. Sammy викупили залишок акцій Sega, завершивши повне поглинання. За умовами обміну акцій вартість компанії Sega оцінювалася в межах від 1,45 до 1,8 мільярда доларів. Новостворений холдинг було структуровано на чотири напрямки: споживчий бізнес (відеоігри), бізнес аркадних автоматів, бізнес розважальних центрів (тематичні парки та аркади Sega), а також бізнес пачіслотів і пачінко (діяльність Sammy).

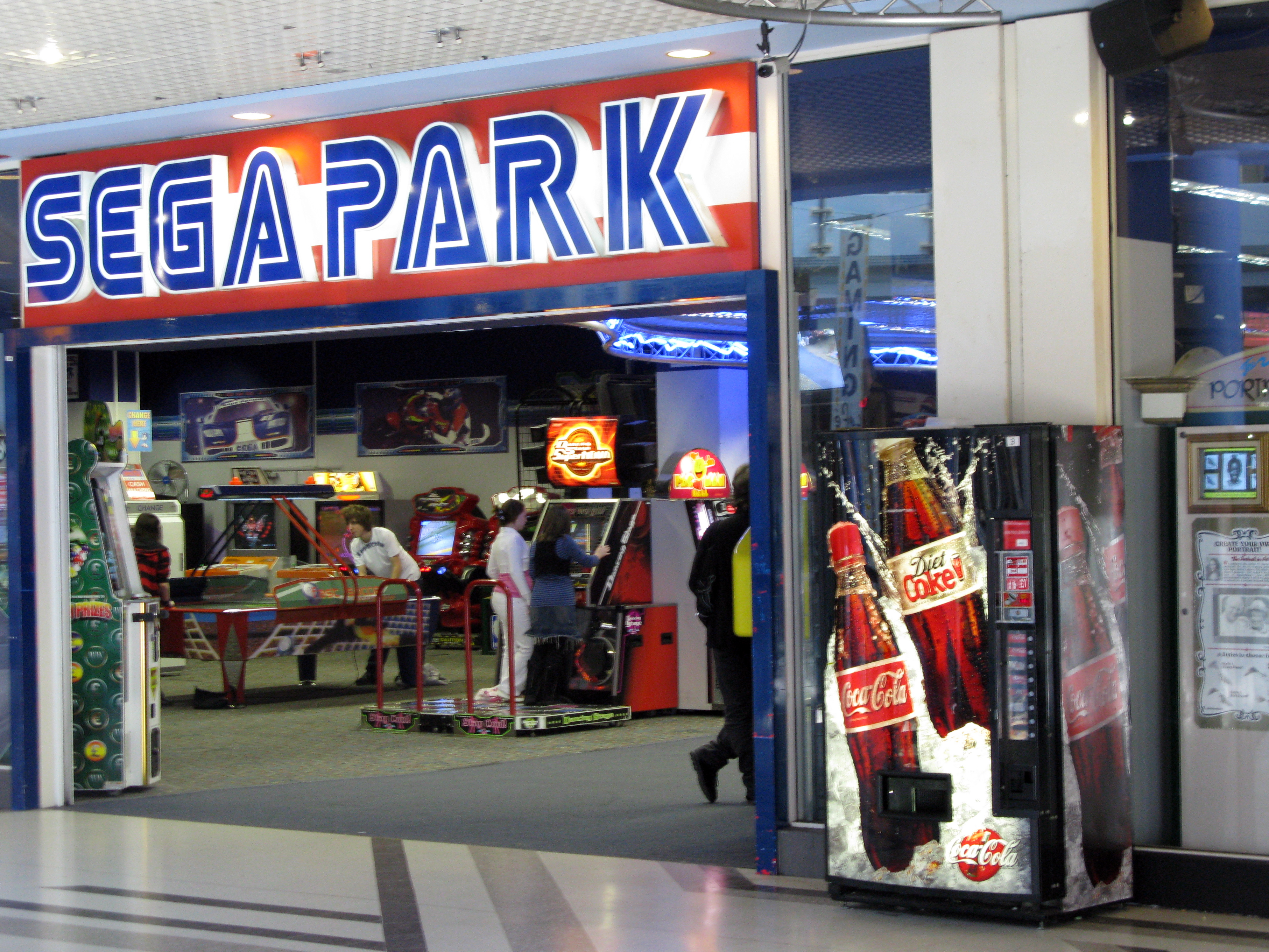
Sega Park в Саутгемптоні, Велика Британія (2009)

За даними профільного опитування, на 2005 рік продажі аркадних автоматів в Японії зросли протягом останніх чотирьох років, в той час як за кордоном вони знижувалися дев'ять років поспіль. У відповідь на занепад глобальної аркадної індустрії наприкінці 1990-х, Sega створили кілька нових концепцій, орієнтованих на японський ринок. Derby Owners Club був аркадним автоматом з картками пам'яті для збереження даних. Під час тестування Derby Owners Club в аркадному залі Чикаго він став найпопулярнішим автоматом на локації з 92% показником повторних ігрових сесій. Однак, через високу вартість апарата і те, що гра не привертала увагу звичайних гравців, її не було успішно прийнято на західному ринку аркад. Хоча японський ринок зберігав основних гравців, західні аркади орієнтувалися більше на масових користувачів, тому Sega Amusements Europe, підрозділ, створений для офіційного розподілу та виробництва аркадних автоматів Sega в Європі після об'єднання їхніх регіональних підрозділів, вирішив зосередитись на розробці ігор, орієнтованих на західні смаки.
У 2005 році мережа аркад GameWorks перейшла у виключне володіння Sega, раніше спільне з Vivendi Universal, і залишалася під їхнім контролем до 2011 року. У 2009 році в Дубаї відкрився тематичний парк Sega Republic. Sega поступово скорочували кількість своїх аркад з 450 у 2005 році до близько 200 у 2015 році. Продажі аркадних автоматів приносили вищі прибутки, ніж консольні, мобільні та ПК-ігри компанії, на річній основі до 2014 фінансового року.
Для стимулювання росту на західних ринках, у 2005 році Sega оголосили про зміни в керівництві Sega of America та Sega Europe. Саймон Джеффрі став президентом та операційним директором Sega of America, а Майк Гейз — президентом та операційним директором Sega Europe. У 2009 році, після відходу Джеффрі, Гейз став президентом об'єднаної компанії Sega of America та Sega Europe. Sega продали Visual Concepts компанії Take-Two Interactive і придбали британського розробника Creative Assembly, відомого серією Total War. Того ж року було засновано Sega Racing Studio, куди увійшли колишні співробітники Codemasters. У 2006 році Sega Europe придбали Sports Interactive, розробника серії Football Manager. Sega досягли успіху на японському ринку завдяки своїм франшизам Like a Dragon, Phantasy Star та Hatsune Miku: Project DIVA. У 2010 році Sega почали надавати 3D-графіку для голографічних концертів Хацуне Міку. Sega також займалися розповсюдженням ігор від менших японських розробників і локалізованих західних ігор у Японії. У 2013 році Sega Sammy придбали збанкрутілу компанію Index Corporation. Рік до цього уклали угоду на розповсюдження ігор компанії Atlus, що відома своїми серіями Persona та Megami Tensei, в Японії. Після цього компанія провела реорганізацію в Index, переробивши її ігрові активи під Atlus, яка стала дочірньою компанією Sega. Ігри франшизи Sonic the Hedgehog принесли більше $5 млрд у продажах до 2014 року.
У 2008 році Sega вийшли на мобільний ринок, випустивши версію Super Monkey Ball для iOS через iTunes Store. У зв'язку зі спадом продажів фізичних копій ігор у 2010-х, 1 липня 2012 року компанія скоротила штат і закрила п'ять офісів у Європі та Австралії, щоб зосередитися на цифровому ринку, зокрема на ПК та мобільних пристроях. У цьому ж році Sega почали придбання мобільних студій, зокрема Hardlight, Three Rings Design і Demiurge Studios, зробивши їх своїми дочірніми компаніями.
З метою оптимізації діяльності у 2010-х роках Sega створили спеціалізовані компанії для кожного зі своїх бізнес-напрямків. У 2012 році була заснована дочірня компанія Sega Networks для мобільного сегменту. Того ж року була утворена Sega Entertainment для управління розважальними закладами. У січні 2015 року Sega of America повідомили про переїзд із Сан-Франциско до офісу Atlus USA в Ірвайн, Каліфорнія. В період з 2005 по 2015 рік операційний прибуток Sega загалом демонстрував покращення порівняно з попередніми фінансовими труднощами, однак компанія не завжди залишалась прибутковою — загальні збитки були зафіксовані у 2008, 2009 та 2012 роках.

### Sega Games та Sega Interactive (2015—2020)

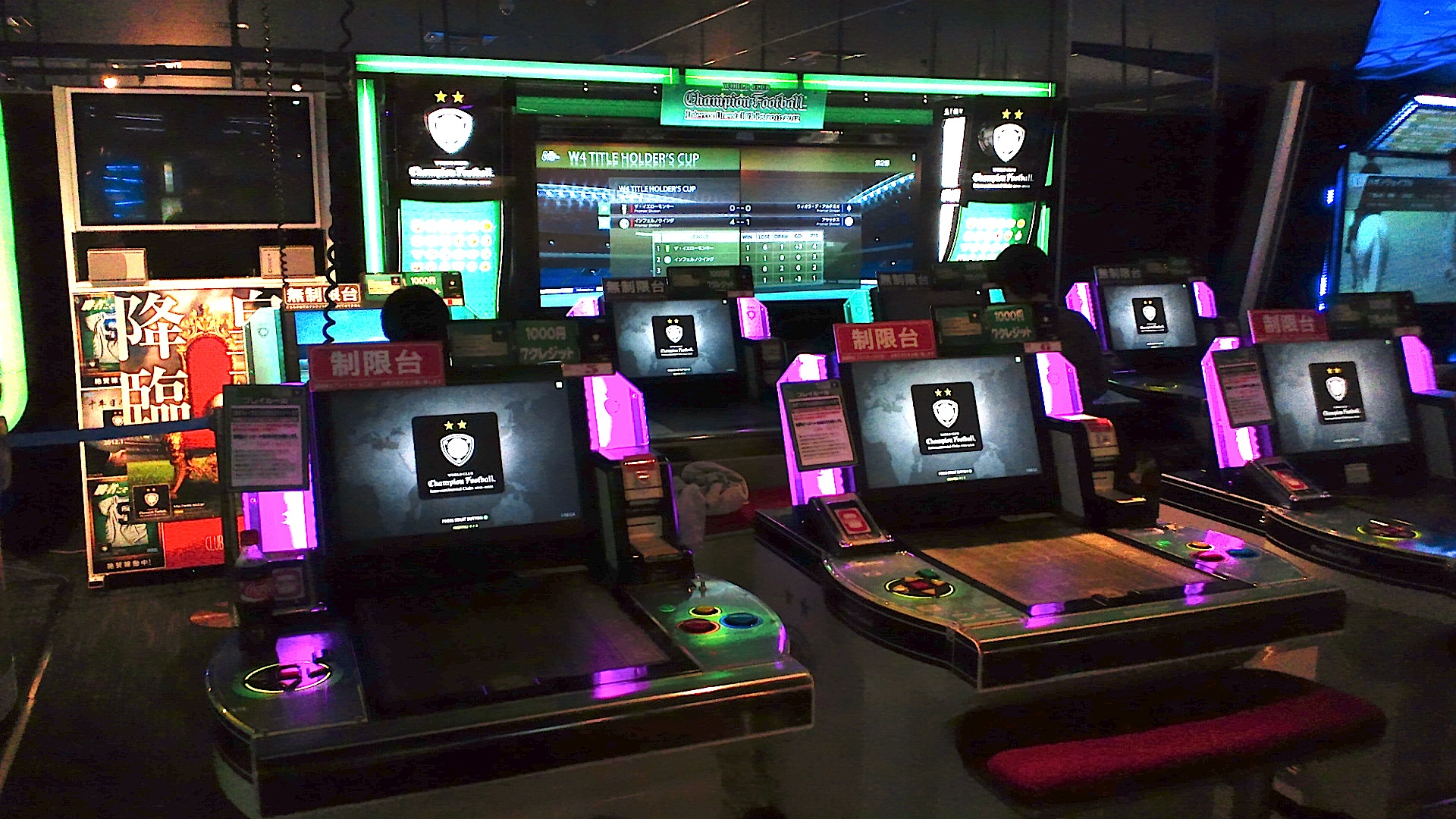
Аркадні автомати Sega World Club Champion Football у 2011—2012 рр.

У квітні 2015 року Sega Corporation була реорганізована в Sega Group — одну з трьох основних груп у складі Sega Sammy Holdings. Для управління чотирма напрямками бізнесу створили компанію Sega Holdings Co., Ltd. У квітні того ж року посаду президента та генерального директора обійняв Харукі Сатомі, син Хаджіме Сатомі. Як наслідок Sega Corporation змінили назву на Sega Games Co., Ltd., яка зосередилась на випуску домашніх відеоігор, тоді як новостворена Sega Interactive Co., Ltd. взяла на себе керування аркадним напрямком. У 2015 році відбулось злиття Sega Networks із Sega Games. У вересні 2016 року на Tokyo Game Show компанія повідомила про придбання інтелектуальних прав і прав на розробку всіх ігор, створених і виданих Technosoft. У січні 2017 року 85,1% акцій напряму тематичних парків Sega були передані компанії China Animations Character Co., після чого колишня Sega Live Creation була перейменована на CA Sega Joypolis.
У квітні 2017 року Sega Sammy Holdings оголосили про перенесення свого головного офісу та офісів дочірніх компаній у межах токійського регіону до району Шінаґава до січня 2018 року. Метою цього кроку було об'єднання розпорошених адміністративних функцій таких підрозділів, як Sega Sammy Holdings, Sammy Corporation, Sega Holdings, Sega Games, Atlus, Sammy Networks і Dartslive. У 2019 році Sega продали свою колишню штаб-квартиру в районі Ота.
У червні 2017 року Кріса Берґстрессера було призначено президентом і головним операційним директором Sega Europe на зміну Юргену Посту. У червні 2018 року Ґарі Дейл, колишній співробітник Rockstar Games і Take-Two Interactive, замінив Берґстрессера на цій посаді. Через кілька місяців, у серпні 2018 року, Іан Карран, який раніше працював у THQ та Acclaim Entertainment, став президентом і головним операційним директором Sega of America, змінивши Джона Чена. У жовтні 2018 року Sega поділилися інформацією про позитивні результати продажів Yakuza 6 і Persona 5 на західному ринку, завдяки роботі з локалізації від Atlus USA.
Незважаючи на зростання продажів консольних ігор на 35% і позитивні результати в сегменті ПК-ігор, прибуток за фінансовий рік 2018 зменшився на 70% у порівнянні з попереднім роком. Основними чинниками стали проблеми в цифровому сегменті, зокрема на ринку мобільних ігор. У відповідь на це Sega заявили, що зосередяться на цифрових релізах, заснованих на вже наявних франшизах, а також на розвитку фізичних видань ігор на міжнародних ринках. Компанія пояснила фінансові труднощі помилками в оцінці ринку та надмірною кількістю проєктів у роботі. Серед активних розробок були нова частина серії Yakuza, екранізація «Їжак Сонік» і міні-консоль Sega Genesis Mini, що побачила світ у вересні 2019 року. У травні того ж року Sega придбали Two Point Studios.
1 квітня 2020 року компанії Sega Interactive та Sega Games об'єдналися. Об'єднана компанія знову отримала назву Sega Corporation, тоді як Sega Holdings Co., Ltd. було перейменовано на Sega Group Corporation. Згідно із заявою компанії, це рішення було прийнято для забезпечення більшої гнучкості у сфері досліджень ринку. У тому ж місяці Sega продали Demiurge Studios одному з її співзасновників — Альберту Ріду. У Demiurge заявили, що й надалі підтримуватимуть мобільні ігри, розроблені під егідою Sega.

### Новітня історія (2020—теперішній час)
У рамках святкування свого 60-річчя Sega оголосили про випуск мікроконсолі Game Gear Micro, реліз якої відбувся 6 жовтня 2020 року в Японії. Серед інших ювілейних проєктів — мініконсоль Astro City Mini та низка іншої продукції. Також відбувся анонс платформи Fog Gaming, яка використовує невикористані обчислювальні потужності аркадних автоматів у японських ігрових залах у нічний час для підтримки хмарного геймінгу.
На початку 2020-х років Sega здійснили низку реструктуризаційних заходів. У другій половині 2020 фінансові досягнення, отримані на початку року, почали зменшуватись через наслідки пандемії COVID-19, яка негативно вплинула на підрозділ Sega Entertainment, відповідальний за аркади. У листопаді того ж року Sega Sammy передали 85,1% акцій цього підрозділу компанії Genda Inc., при цьому бренд Sega та аркадні автомати залишились у використанні. Продаж не вплинув на процес розробки аркадних ігор. У січні 2022 року Sega продали Genda решту акцій підрозділу. Sega Amusement International перейшла у власність Kaizen Entertainment внаслідок викупу керівництвом, однак компанія продовжить використовувати бренд Sega відповідно до ліцензійної угоди. У 2021 році материнська компанія остаточно розпустила Sega Group Corporation.
На відміну від збитків, які Sega зазнали в аркадному бізнесі у 2020 році, продажі та оцінки їхніх домашніх консольних ігор значно покращилися. За версією Metacritic, Sega стали найкращим видавцем 2020 року. Із 28 випущених ними ігор 95% отримали оцінки вище 75 балів зі 100, а дві з них — Persona 5 Royal та Yakuza 0 — перевищили позначку 90 балів. Середній рейтинг усіх релізів компанії за той рік склав 81,6. Станом на 2021 рік Phantasy Star Online 2 принесла понад $900 млн доходу з моменту виходу у 2012 році. У 2022 році Sega анонсувала ініціативу «Super Game» — серію великих ігор з прогнозованим сукупним доходом у $672 млн і загальним бюджетом у $200 млн, розподіленим на три роки. У 2023 році компанія придбала фінського розробника Rovio Entertainment за $776 млн. Це придбання було спрямоване на зміцнення позицій Sega на глобальному ринку мобільних ігор.
У травні 2023 року Sega оголосили про скорочення 121 працівника студії Relic Entertainment, щоб зосередитися на основних франшизах. Того ж року компанія скасувала розробку свого шутера Hyenas та розпочала реструктуризацію британських і європейських підрозділів. На церемонії The Game Awards 2023 Sega повідомили про ініціативу з відродження багатьох своїх неактивних франшиз, починаючи з нових ігор серій Crazy Taxi, Golden Axe, Jet Set Radio, Shinobi та Streets of Rage. Видання The Washington Post охарактеризувало це як повернення до «богемного» та «контркультурного» духу Sega 1990-х років. Співгенеральний директор Шуджі Уцумі заявив, що компанія прагне продемонструвати «гостроту та бунтарський настрій» і що індустрія нині достатньо велика, щоб підтримувати її менш традиційні ігри. У листопаді 2023 року профсоюзна спілка AEGIS подала скаргу про несправедливі трудові практики після того, як Sega запропонували план поетапного припинення роботи тимчасових працівників до лютого 2024 року, що вплине приблизно на 80 співробітників.
У січні 2024 року Юрґен Пост повернувся до Sega Europe, щоб стати операційним директором її західних студій, а також обійняти посаду керівного директора. Того ж місяця Шуджі Уцумі став президентом, головним операційним директором і генеральним директором Sega of America та Sega Europe. Раніше Уцумі допомагав засновувати Sony Computer Entertainment, де брав участь у запуску оригінальної PlayStation, після чого перейшов до Sega і сприяв запуску Dreamcast у Північній Америці. Після роботи в Disney Interactive він заснував Q Entertainment, а у 2020 році повернувся до Sega. 9 січня Sega Sammy Holdings оголосили, що бізнес із виробництва аркадних автоматів буде виокремлено та передано компанії Sega Toys, яка отримає нову назву — Sega Fave. 29 лютого Sega призначили Джастіна Скарпоне виконавчим віцепрезидентом групи, відповідальної за розширення присутності Sega у сфері кіно та телебачення.
У січні 2024 року компанія повідомила про скорочення 61 працівника в своєму офісі в Ірвайні, Каліфорнія. З листопада профспілка AEGIS вела переговори з Sega of America щодо зменшення кількості звільнень. 27 березня 2024 року AEGIS оголосили про ратифікацію працівниками колективного договору з Sega of America, в якому були враховані ключові питання. Наступного ж дня Sega звільнили вже 240 працівників зі своїх британських та європейських підрозділів, включно з Sega Europe, Creative Assembly та Hardlight, а також продали Relic Entertainment зовнішньому інвестору. 8 листопада компанія також продала Amplitude Studios її команді через MBO. Ігри Sonic X Shadow Generations, Like a Dragon: Infinite Wealth та Persona 3 Reload досягли позначки в мільйон проданих копій за тиждень після релізу, що стало рекордом для кожної з цих серій. Кінофраншиза Sonic the Hedgehog заробила понад 1 мільярд доларів.
У грудні 2024 року музикант Джонні Джіоелі подав позов проти Sega, вимагаючи компенсацію в розмірі 1 млн доларів за нібито несанкціоноване використання пісні Live and Learn, яка є головною темою відеогри Sonic Adventure 2. За словами Джіоелі, він є власником музичної композиції і майстер-диску, і має право на виплати за подальше використання треку в іграх. Станом на 2024 рік ця пісня була використана в понад двадцяти іграх і в аніме «Сонік Ікс». Джіоелі заявив, що прагне мирного вирішення конфлікту та збереження «довготривалих гарних відносин із Sega». Позов не стосується фільму «Їжак Сонік 3», який вийшов того ж тижня і в якому ця пісня використовується з дозволу виконавця.

## Структура компанії

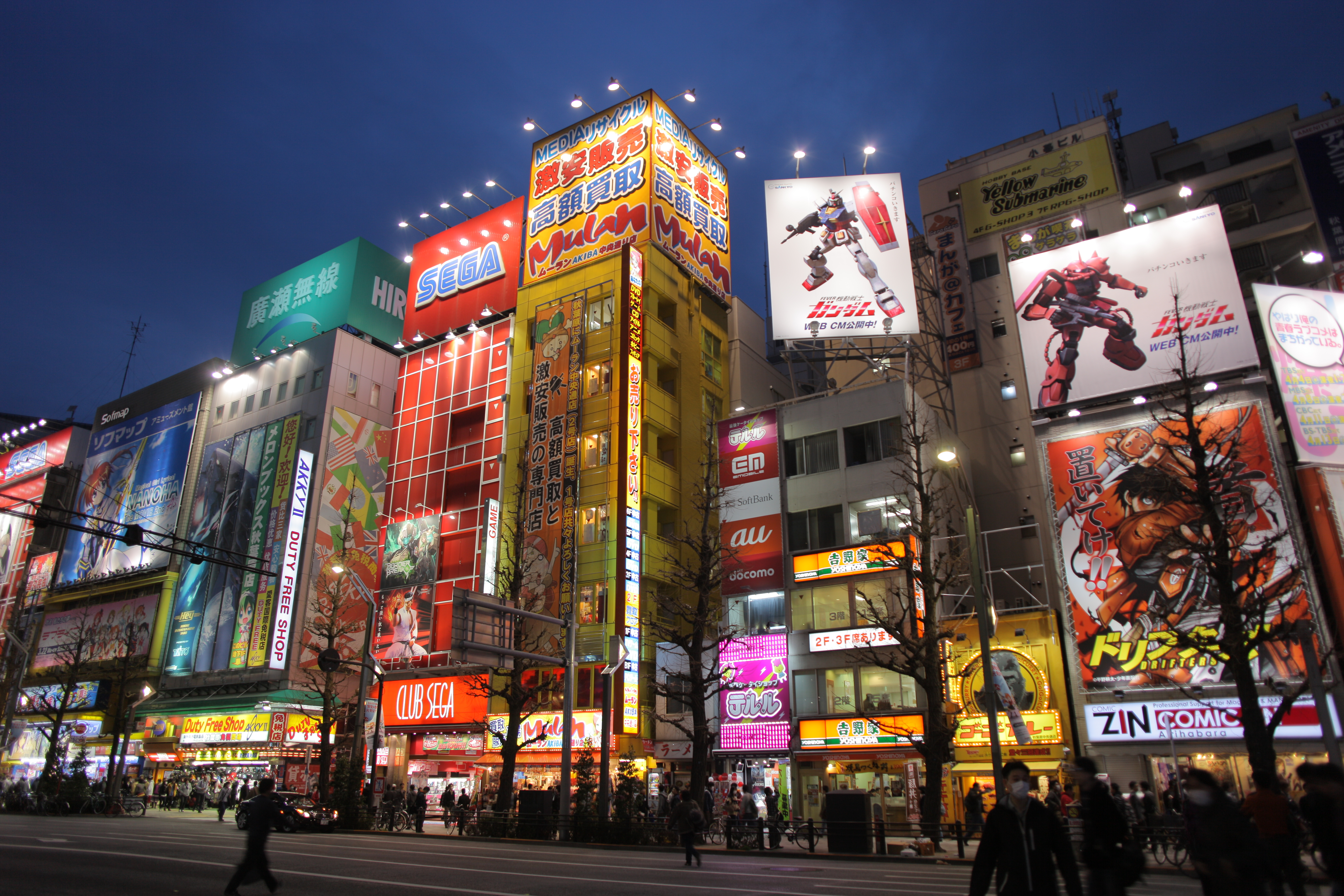
Club Sega в Акіхабарі, Токіо (2013)

З 2004 року компанія Sega є дочірнім підрозділом Sega Sammy Holdings. Головний офіс Sega розташований у Шінаґаві, Токіо, Японія. Крім того, компанія має офіси в Ірвайні, Каліфорнія (як Sega of America), у Лондоні (як Sega Europe), у Сеулі, Південна Корея (як Sega Publishing Korea), а також у Сінгапурі, Гонконзі, Шанхаї та Тайбеї. В інших регіонах Sega уклали контракти з дистриб'юторами на продаж своїх ігор і консолей, наприклад, із компанією Tectoy у Бразилії. Раніше компанії належали офіси у Франції, Німеччині, Іспанії та Австралії, проте тепер ці ринки також обслуговують сторонні дистриб'ютори.

### Дочірні компанії Sega Corporation
Після створення Sega Group у 2015 році та заснування Sega Holdings, колишня Sega Corporation була перейменована на Sega Games Co., Ltd. Згідно з новою структурою, Sega Games відповідали за ринок домашніх відеоігор і розробку споживчих продуктів, а Sega Interactive Co., Ltd. охоплювали напрямок аркадних ігор. У 2020 році обидві компанії були об'єднані та перейменовані на Sega Corporation, пізніше, у 2021 році, Sega Group також увійшли до складу Sega Corporation. До складу компанії входить Sega Networks, які займаються розробкою ігор для смартфонів. Sega Corporation розробляють та видають ігри для основних відеоігрових консолей, не виявляючи зацікавленості у повторному випуску власних домашніх ігрових систем.
Sega Fave Corporation, раніше відомі як Yonezawa Toys, були придбані компанією Sega у 1991 році та займалися виробництвом іграшок для таких дитячих франшиз, як Love and Berry: Dress Up and Dance!, Mushiking: The King of Beetles, Lilpri, Bakugan, Jewelpet, Rilu Rilu Fairilu, Dinosaur King і Hero Bank. Серед продукції, випущеної на західному ринку, були домашній планетарій HomeStar і робопес iDog. HomeStar з'явився у 2005 році та неодноразово оновлювався, а його найновіша версія, Flux, вийшла у 2019 році. Серію створив японський винахідник і підприємець Такаяукі Охіра, знаний експерт у сфері професійних планетаріїв, який здобув багато нагород за інновації та постачає планетарії у всьому світі через свою компанію Megastar. Sega Toys також отримали у спадок портативну систему Sega Pico та розробляла для неї програмне забезпечення. Крім того, компанія займається створенням і продажем аркадних ігор, які до 2024 року входили до активів Sega.
Починаючи з кінця 1960-х років, Sega були залучені до діяльності боулінг-центрів та аркадних залів через колишню дочірню компанію Sega Entertainment Co., Ltd. у Японії, а також через декілька регіональних підрозділів в інших країнах. Спроби розширити свою присутність у таких регіонах, як США, Велика Британія, Франція, Іспанія та Тайвань, виявилися недовготривалими. У листопаді 2020 року Sega продали 85,1% акцій Sega Entertainment компанії Genda Incorporated, щоб зменшити збитки, спричинені пандемією COVID-19. Відтоді аркадні заклади Sega в Японії функціонують під управлінням підрозділу Genda GiGO Entertainment. Окрім цього, дочірня компанія DartsLive займається виробництвом електронних ігор у дартс, а Sega Logistics Service відповідає за постачання та обслуговування аркадних автоматів.
У 2015 році Sega спільно з японським рекламним агентством Hakuhodo створили спільне підприємство, Stories LLC, з метою виробництва розважального контенту для кіно та телебачення. Stories LLC отримала ексклюзивні права на екранізацію франшиз Sega і співпрацює з продюсерами над створенням серіалів, заснованих на таких іграх, як Shinobi, Golden Axe, Virtua Fighter, The House of the Dead і Crazy Taxi.

### Дослідження та розробка
Sega випускає ігри, створені власними командами. Серія Sonic the Hedgehog, якою опікується підрозділ Sonic Team, входить до числа найуспішніших відеоігрових франшиз. Крім того, компанія придбала низку незалежних студій, таких як Atlus, Play Heart, Creative Assembly, Hardlight, Sports Interactive, Two Point Studios і Rovio Entertainment.
Команди з дослідження та розробки програмного забезпечення Sega спочатку функціонували як єдиний підрозділ під керівництвом давнього очільника R&D Хісаші Сузукі. Зі зростанням популярності домашніх ігрових консолей компанія створила три окремі підрозділи Consumer Development (CS). Після жовтня 1983 року аркадний напрям розширився до трьох команд: Sega DD №1, №2 та №3. Згодом, після виходу гри Power Drift, структура знову змінилася — аркадні підрозділи були переформатовані в команди Sega Amusement Machine Research and Development (AM). Між командами, що займались аркадними іграми, та підрозділами, які працювали над іграми для домашніх платформ, існувала певна конкуренція.
У 2000 році, в період, який охрестили «короткою миттю надзвичайної креативності», Sega реорганізували свої підрозділи з розробки аркадних і консольних ігор у дев'ять напівавтономних студій, очолюваних провідними геймдизайнерами компанії. До них увійшли United Game Artists, Smilebit, Hitmaker, Sega Rosso, WOW Entertainment, Overworks, Amusement Vision, Sega-AM2 та Sonic Team. Цим студіям дозволяли експериментувати та працювати з відносно м'якою процедурою затвердження проєктів. Після того як Хісао Оґучі став президентом компанії у 2003 році, він оголосив про плани об'єднати студії Sega. Ще до придбання компанією Sammy, Sega розпочали процес реінтеграції своїх дочірніх студій у головну компанію. Тошіхіро Наґоші, який очолював Amusement Vision, згадує цей період як «у багатьох аспектах справжній акт любові» з боку Sega, який навчив творчих людей основам ведення бізнесу.
Sega продовжує утримувати внутрішні студії, які входять до їхнього підрозділу досліджень і розробок. Зокрема, Sonic Team функціонує як відділ CS2, відділ CS3 відповідальний за створення таких ігор, як Phantasy Star Online 2 , а підрозділ AM2 останнім часом займався мобільною грою Soul Reverse Zero. Тошіхіро Наґоші до 2021 року виконував обов'язки головного креативного директора Sega та працював над серією Yakuza. Серед інших підрозділів компанії — Ignited Artists і Play Heart.

## Виноски
1. ↑  яп. 株式会社セガ, Гепберн: Kabushiki gaisha Sega, укр. сеґа кабушікі-ґайшя
2. ↑  яп. 日本娯楽物産株式会社, Гепберн: Nihon goraku bussan kabushiki gaisha
3. ↑  яп. 日本機械製造株式会社, Гепберн: Nihon kikai seizō kabushiki gaisha
4. ↑  яп. 株式会社セガ・エンタープライゼズ, Гепберн: Kabushiki gaisha Sega Entapuraizezu
5. ↑  яп. 株式会社セガゲームス, Гепберн: Kabushiki-gaisha Sega Gēmuzu
6. ↑  яп. 株式会社セガ・インタラクティブ, Гепберн: Kabushiki-gaisha Sega Intarakutibu